# Volksabstimmungen in Ost- und Westpreußen 1920

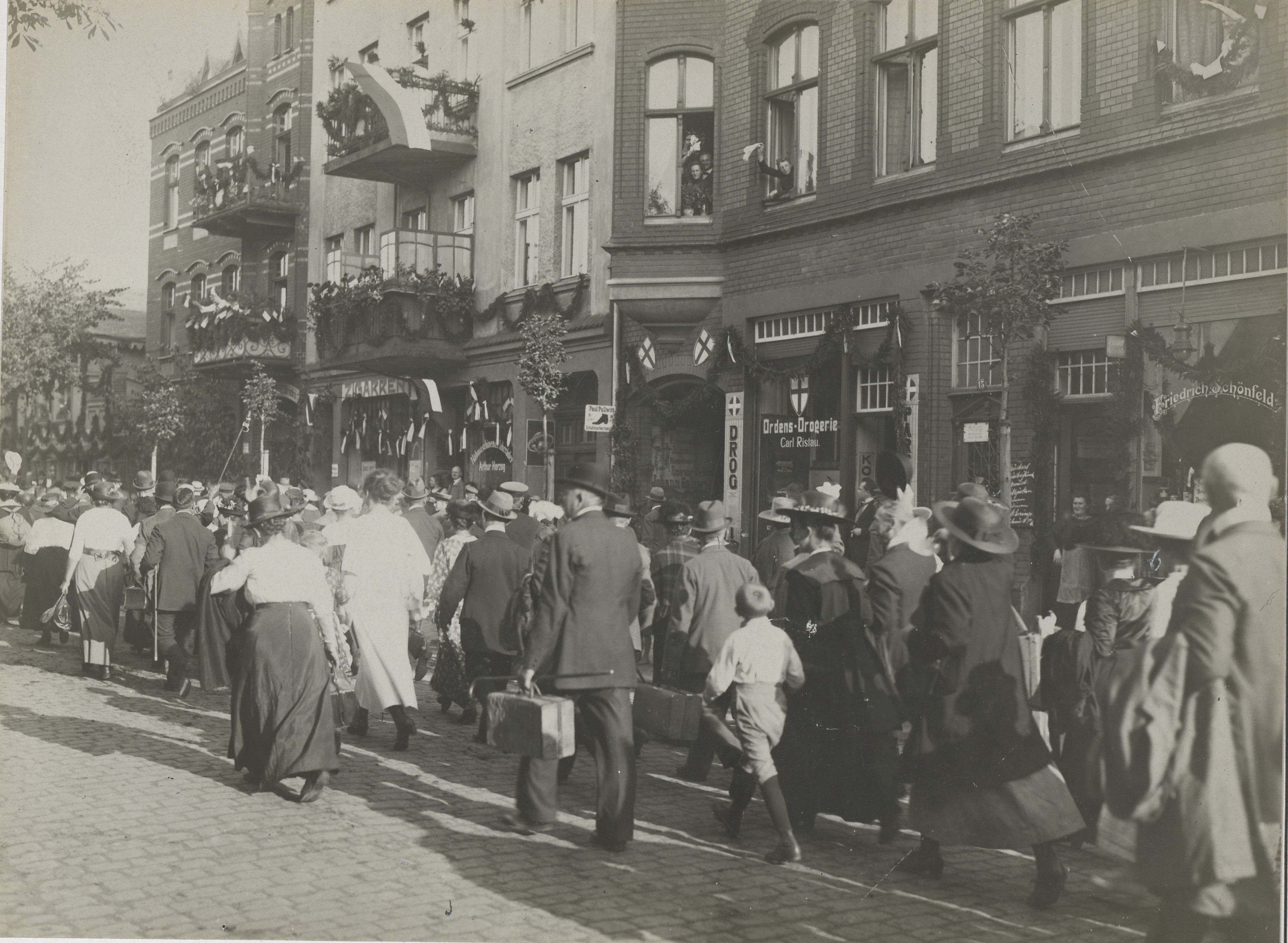
Stimmberechtigte treffen zur Teilnahme an der Volksabstimmung am 11. Juli 1920 in Marienburg ein.

Die Volksabstimmungen in Ost- und Westpreußen (teils auch nur: Volksabstimmung in Ostpreußen) fanden am 11. Juli 1920 infolge des Versailler Vertrags statt. Bei den beiden Plebisziten ging es um die Frage, ob das größere Abstimmungsgebiet Allenstein in Ostpreußen (der Regierungsbezirk Allenstein und der Kreis Oletzko) sowie das kleinere Abstimmungsgebiet Marienwerder in Westpreußen (östlich der Weichsel gelegene Gebiete um Marienwerder) zur preußischen Provinz Ostpreußen oder zu Polen gehören sollten.
Im ostpreußischen Abstimmungsgebiet Allenstein stimmten über 97 %, und im westpreußischen Abstimmungsgebiet Marienwerder über 92 % der Abstimmenden für die Zuordnung zu Ostpreußen und somit für den Verbleib im Deutschen Reich. Die Ergebnisse der beiden Abstimmungen waren nicht verbindlich, sondern dienten der Pariser Botschafterkonferenz als Richtschnur für ihre Entscheidung über die territoriale Zuordnung der beiden Abstimmungsgebiete. Während der Zeit der Vorbereitung und Durchführung der Abstimmungen wurde die Regierungsgewalt in den beiden Abstimmungsgebieten jeweils von einer mit britischen, italienischen, französischen und japanischen Vertretern besetzten Interalliierten Kommission übernommen.
Grundsätzlich handelte es sich um zwei voneinander getrennte Plebiszite, die jedoch auf der Ebene der der praktischen Durchführung und der zu entscheidenden Frage eng miteinander verknüpft waren. In der öffentlichen Wahrnehmung und im politischen Diskurs wurden sie daher in aller Regel als gemeinsamer politischer Vorgang verstanden. Entsprechend ist in Polen die Bezeichnung Plebiscyt na Warmii, Mazurach i Powiślu ‚Plebiszit im Ermland, Masuren und im Unteren Weichseltal‘ üblich, auf Französisch wird meist vom Plébiscite de Warmie-Mazurie ‚Plebiszit von Ermland-Masuren‘ gesprochen. Im Englischen ist entweder vom Plebicite in East Prussia ‚Plebiszit in Ostpreußen‘ oder Plebiscite in Allenstein and Marienwerder ‚Plebiszit in Allenstein und Marienwerder‘ die Rede.

## Vorgeschichte

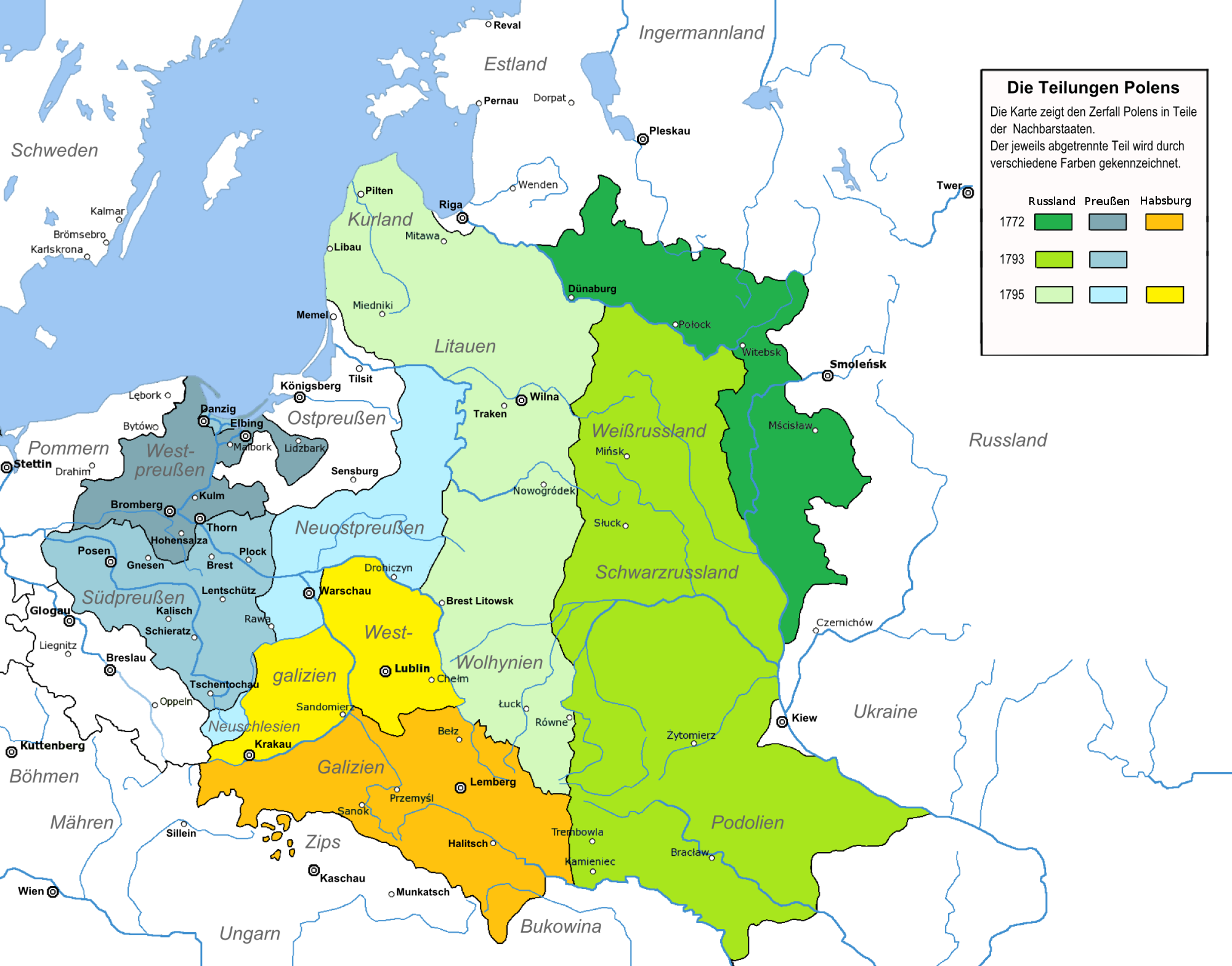
Die polnischen Teilungen führten unter anderem zum Anschluss von Pommerellen als Teil der neuen Provinz Westpreußen an das Königreich Preußen sowie zur Eingliederung des Ermlandes in Ostpreußen.

Seit dem Mittelalter waren die Gebiete des späteren West- und Ostpreußen zwischen dem Deutschordensstaat und verschiedenen polnischen sowie litauischen Herrschaften umstritten. Im Zuge des Niedergangs des Deutschordensstaats entstand zunächst im Jahr 1454 Königlich Preußen, das mit der polnischen Krone verbunden war und ab 1569 zu Polen-Litauen gehörte. Im Jahr 1525 wiederum wurde das Herzogtum Preußen begründet, dass unter dem Einfluss der Kurfürsten der Mark Brandenburg stand, ab 1618 in Personalunion regiert wurde und 1701 zum Namensgeber des neugegründeten Königreichs Preußen wurde. Königsberg kam gar die Rolle der Krönungsstätte der preußischen Könige zu. Im Zuge der Ersten Polnischen Teilung gelangte zunächst Pommerellen (polnisch Pomorze Nadwiślańskie ‚Weichsel-Pommern‘) unter der Bezeichnung „Westpreußen“ unter preußische Herrschaft. Mit der Dritten Polnischen Teilung 1795 hörte Polen für über 120 Jahre auf, als eigenständige Herrschaft fortzubestehen. In weiten Teilen des nun sogenannten Südpreußens und Neuostpreußens blieb ein Großteil der Bevölkerung polnischsprachig. Entlang der Ostseeküste, in den größeren Städten und im ostpreußischen Kernland dominierte die deutsche Sprache. In Westpreußen (Pommerellen), dem ehemals zu Königlich Preußen gehörenden Ermland, polnisch Warmia, dem südlichsten sowie dem nördlichsten Teil Ostpreußens war die Bevölkerung hingegen sprachlich, kulturell und religiös heterogen.
Nach der Reichsgründung 1871 setzte im Zusammenhang mit dem Erstarken des Nationalismus in Deutschland sowohl eine Politik der Germanisierung ein, als auch die als Kulturkampf bezeichnete Unterdrückung des Katholizismus. Dabei wurde zugleich eine Politik der Assimilation wie des Ausschlusses verfolgt. In Schulen, der Verwaltung und teils auch an öffentlichen Orten war in aller Regel die deutsche Sprache verpflichtend. Der preußische Staat machte dabei in seinen östlichen Teilen große Unterschiede im Umgang mit den slawischen Sprachen und unterschied diese, beispielsweise in Bevölkerungsstatistiken, akribisch. So galten für Polnisch üblicherweise strengere Vorschriften als für Masurisch und Kaschubisch. Da die weitaus meisten polnischsprachigen Einwohner zugleich katholischen Glaubens waren, traf sie die Diskriminierung doppelt. Sie wurden systematisch aus dem Staatsdienst ausgeschlossen und ihnen wurde der Zugang zu höheren Bildungsabschlüssen verwehrt. Die zumeist protestantische masurischsprachige Bevölkerung sah sich im Vergleich dazu deutlich weniger Beschränkungen ausgesetzt.
Die seit der letzten polnischen Teilung bestehende polnische Nationalbewegung hatte sich nach dem Posener Aufstand von 1848 vorrangig auf eine weitergehende Autonomie innerhalb Preußens eingesetzt. Die polnischen Interessen hatten sich in der sogenannten Polnischen Fraktion organisiert. Nach der Reichsgründung und mit Beginn des 20. Jahrhunderts setzte sich, nicht zuletzt als Reaktion auf die aggressive Germanisierungspolitik, mit der Polnischen Nationaldemokratischen Partei eine radikalere Linie durch, die ein unabhängiges Polen anstrebte. Mit Ausbruch des Ersten Weltkriegs und dem 1916 vom Deutschen Reich und Österreich-Ungarn aus dem besetzten Russisch-Polen gebildeten Regentschaftskönigreich Polen erschien diese Forderung erstmals seit langer Zeit tatsächlich erreichbar. Der polnischen Unabhängigkeitsbewegung gelang es, dass ihre Forderung in das 14-Punkte-Programm des US-Präsidenten Woodrow Wilson einfloss.

## Beschluss der Volksabstimmungen

### Die Wiederbegründung der Polnischen Republik
Während des Ersten Weltkriegs versuchten das Deutsche Reich und Österreich-Ungarn, beispielsweise durch die Aufstellung der Polnischen Legionen sowie der Polska Organizacja Wojskowa ‚Polnische Militärorganisation‘ den polnischen Nationalismus für ihre Kriegsbemühungen gegen Russland zu nutzen. Spätestens mit der Eidkrise 1917 wurde jedoch deutlich, dass die polnische Nationalbewegung ihre Unterstützung von tatsächlichen Schritten hin zu einem unabhängigen Polen abhängig machte. Da hierfür keine Unterstützung von den Mittelmächten zu erwarten war, wandte sich die Nationalbewegung nun an die Alliierten um Unterstützung. Insbesondere die US-Regierung unter Präsident Woodrow Wilson zeigte große Sympathie für die Nationalbewegungen im Bereich des Deutschen Reichs, Österreich-Ungarns und des Osmanischen Reichs. Letztlich nahm Wilson Anfang 1918 die Forderung nach einem unabhängigen Polen in sein 14-Punkte-Programm auf, in dem es hieß: 

„Punkt 13: Ein unabhängiger polnischer Staat sollte errichtet werden, der alle Gebiete einzubegreifen hätte, die von unbestritten polnischer Bevölkerung bewohnt sind; diesem Staat sollte ein freier und sicherer Zugang zur See geöffnet werden, und seine politische sowohl wie wirtschaftliche Unabhängigkeit sollte durch internationale Übereinkommen verbürgt werden.“

Als sich im Verlauf des Jahres 1918 der bevorstehende Zusammenbruch der Mittelmächte immer deutlicher abzeichnete, verstärkte sich die Entschlossenheit der polnischen Nationalbewegung, eine Wiederherstellung Polens nötigenfalls gewaltsam zu erzwingen. Mit dem Posener Aufstand und der Gründung der Zweiten Polnischen Republik am 11. November 1918 gelang dies zumindest teilweise.

### Die Verhandlung der Grenzen

Gebietsverluste Deutschlands nach dem Ersten Weltkrieg (farblich schraffierte Flächen)

Nach dem Ende des Ersten Weltkriegs und der staatlichen Restauration Polens war die Grenzziehung zwischen Polen und dem Deutschen Reich umstritten. Bei den Pariser Friedensverhandlungen wurde hierüber in der am 26. Februar 1919 eingerichteten Kommission für polnische Angelegenheiten, englisch Commission on Polish Affairs, französisch Commision des affaires polonaises, unter der Leitung von Jules Cambon beraten. Weitere Mitglieder waren der Brite William Tyrrell, der US-Amerikaner Isaiah Bowman, der Italiener Pietro Tomasi Della Torretta sowie der Japaner Kentaro Ochiai. Eine ihrer zahlreichen Aufgaben war es, festzulegen, welche Gebiete zu einem neugegründeten Polen gehören sollten.
Die polnische Regierung, vertreten durch Roman Dmowski, vertrat zunächst die Auffassung, dass Polen in den Grenzen von 1772 wiederherzustellen sei. Auf Deutschland bezogen bedeutete das die Abgabe Posens, Westpreußens (ohne den Kreis Stuhm) sowie des Ermlands. Darüber hinaus forderte Polen auch den Anschluss des südlichen Teils Ostpreußens, Oberschlesiens sowie die Abgabe des Memellandes an Litauen. Aus dem verbleibenden Teil Ostpreußens, rund um Königsberg, sollte ein von Deutschland unabhängiges Völkerbundmandat entstehen, das nach Einschätzung polnischer Politiker als Konsequenz langfristig ebenfalls ein Teil Polens werden würde.
Die eigentlichen Beratungen der Grenzfrage fanden in einem weiteren Unterkomitee statt, dem der französische General Henri Le Rond vorsaß. Weitere Mitglieder waren Isaiah Bowman und der Brite Frederick Kisch. Das Unterkomitee beendet seine Beratungen bereits am 12. März 1919 und schloss sich den Forderungen Polens weitgehend an. Lediglich bezogen auf das südliche Ostpreußen empfahl es, da dort die masurische Bevölkerung zwar eine Form von Polnisch spreche, jedoch protestantischen Glaubens sei, über die Zugehörigkeit in einem Plebiszit zu entscheiden. Die polnische Delegation sprach sich nachdrücklich gegen ein solches Plebiszit aus.
Im Rat der Zehn wurde die Angelegenheit am 19. März 1919 erstmals besprochen. Insbesondere Lloyd George wandte sich entschieden gegen den ersten Vorschlag der Kommission, wobei er insbesondere die Abgabe des Weichselgebiets (das östliche Westpreußen), das historisch niemals zu Polen gehört hatte, heraushob. Die Angliederung aller von Polen geforderten Gebiete würde unweigerlich zu größeren deutschen Minderheiten in Polen führen, was dem damaligen Ideal des sprachlich-ethnisch homogenen Nationalstaats widersprach. Unter diesen Bedingungen sei zu befürchten, dass der Friedensvertrag von Deutschland möglicherweise nicht unterzeichnet würde. Neben diesen im Rat vorgebrachten Befürchtungen trieb Großbritannien jedoch auch die Sorge eines zu großen französischen Einflusses auf dem europäischen Kontinent an. Denn Frankreich wollte Polen zu einer der tragenden Säulen seiner europäischen Außenpolitik aufbauen, als starken Verbündeten sowohl gegen das Deutsche Reich als auch Sowjetrussland.
Die Kommission wurde aufgefordert, eine Überarbeitung vorzulegen, doch sie reichte am 22. März 1919 ihren Vorschlag erneut unverändert ein. Letztlich gab US-Präsident Wilson am 22. April 1919 den Ausschlag, als er zusammen mit der Idee der Schaffung einer Freien Stadt Danzig auf die Durchführung von zwei Plebisziten, eines im Weichselgebiet um Marienwerder sowie eines in Ostpreußen um Allenstein, drängte.
Die polnische Regierung sprach sich gegen die Plebiszite in Ost- und Westpreußen aus und forderte nach wie vor eine unmittelbare Angliederung, denn realistischerweise durfte sie dort nicht auf einen Abstimmungssieg hoffen. Aber auch auf deutscher Seite herrschte eine gewisse Verunsicherung.
Der deutschen Reichsregierung wurde der Vertragsentwurf am 7. Mai 1919 zur Kenntnis gegeben. Die Formulierung im Versailler Vertrag besagte lediglich, dass die Ergebnisse der Abstimmung „berücksichtigt“ werden sollten. Vor diesem Hintergrund gab es vielfach Sorge, dass selbst eine allgemeine Mehrheit für den Verbleib bei Ostpreußen keine Sicherheit vor Gebietsabtretungen an Polen bieten werde.
Entsprechend versuchte auch die Regierung Scheidemann in ihrer vom deutschen Außenminister Ulrich von Brockdorff-Rantzau am 29. Mai 1919 übermittelten Stellungnahme die Volksabstimmungen in Ost- und Westpreußen zu verhindern. So hob die deutsche Antwort hervor, dass die Grenzen Ostpreußens seit 500 Jahren bestünden und in den Abstimmungsgebieten keine nennenswerte polnische Minderheit lebe. Dass es mit den Masuren eine nicht-deutschsprachige Bevölkerungsgruppe gebe, sei für einen homogenen Nationalstaat nichts Ungewöhnliches, wie an Bretonen, Walisern oder Basken zu erkennen sei. Vor diesem Hintergrund gebe es keinerlei Rechtfertigung, überhaupt Volksabstimmungen abzuhalten und das Gebiet sei ohne weiteres bei Deutschland zu belassen.
In seiner Antwort machte der Rat der Zehn jedoch deutlich, dass er die Bevölkerungsverhältnisse in den Abstimmungsgebieten keineswegs als so eindeutig einschätzte, wie es die Reichsregierung tat. Daher blieben die Ost- und Westpreußen betreffenden Artikel auch in dem am 16. Juni 1919 vorgelegten finalen Text des Versailler Vertrages unverändert. Reichskanzler Philipp Scheidemann weigerte sich, den Versailler Vertrag zu unterschreiben, und reichte seinen Rücktritt ein. Am 20. Juni 1919 übernahm das Kabinett Bauer die Regierung.
Laut dem polnischen Historiker Wojciech Wrzesiński waren die Abstimmungen „Ausdruck eines ratlosen Bekenntnisses, dass es unmöglich war, eine eindeutige Lösung der ostpreußischen Frage herbeizuführen und gleichzeitig radikale Entscheidungen zu vermeiden, der zumindest eine der beiden Seiten nicht zustimmen konnte.“

### Ost- und Westpreußen im Versailler Vertrag

Die Auflösung der Provinz Westpreußen im Jahr 1920

Die Gebietsabtretungen der Provinz Ostpreußen im Jahr 1920

Der Versailler Vertrag sah eine Reihe von direkten Gebietsabtretungen zulasten Deutschlands sowie vier Plebiszite zur Klärung der Zugehörigkeit bestimmter Regionen vor. Ost- und Westpreußen waren von beiden Formen der Neuordnung betroffen. Konkret waren zwei Abstimmungsgebiete, englisch plebiscite areas, französisch zones du plébiscite, vorgesehen.
Westpreußen war von der Gebietsneuordnung in erheblich größerem Maße betroffen. Die preußische Provinz wurde in fünf Teile aufgespalten und hörte effektiv auf zu bestehen. Während die westlichen Kreise und das Gebiet im Nordosten um die Stadt Elbing bei Deutschland verblieben, wurde der Großteil der Kreise als sogenannter Polnischer Korridor unmittelbar an Polen übertragen. Im Norden wurden Danzig und das Umland herausgelöst und dem neu geschaffenen Völkerbundmandat Freie Stadt Danzig zugeordnet. Im Osten von Westpreußen wurde das Abstimmungsgebiet Marienwerder geschaffen. Es umfasste den gesamten Kreis Stuhm, den gesamten Kreis Rosenberg sowie den östlich der Nogat liegenden Teil des Kreises Marienburg und den östlich der Weichsel gelegenen Teil des Kreises Marienwerder. Auf Polnisch wird in aller Regel vom „Unteren Weichseltal“ gesprochen.
Auch Ostpreußen war durch die Gebietsneuordnung betroffen. Im äußersten Nordosten wurde der Gebietsstreifen jenseits der Memel (sogenanntes „Memelland“) als Völkerbundmandat abgespalten. Im äußersten Südwesten wurde im Kreis Neidenburg das Gebiet um die Stadt Soldau (sogenanntes „Soldaugebiet“), durch das die strategisch und wirtschaftlich bedeutsame Bahnstrecke Warschau–Danzig verlief, unmittelbar an Polen abgetreten. Im Süden der Provinz Ostpreußen wurde das Abstimmungsgebiet Allenstein geschaffen, das sich aus dem Kreis Oletzko sowie allen Kreisen des Regierungsbezirks Allenstein zusammensetzte.
Nach den Regelungen in den Artikeln 94–98 des Versailler Vertrags wurden die beiden Abstimmungsgebiete entmilitarisiert und jeweils einer eigenen, dem Völkerbund unterstehenden „Internationalen Kommission“ unterstellt. Deutschland und Polen waren zudem aufgefordert, jeweils einen bevollmächtigten Ansprechpartner zu benennen, der die Interessen seiner Regierung in den Abstimmungsgebieten bei der Kommission vertreten sollte.

## Vom Beschluss zur Umsetzung

### Allgemeine Ausgangslage im Jahr 1919

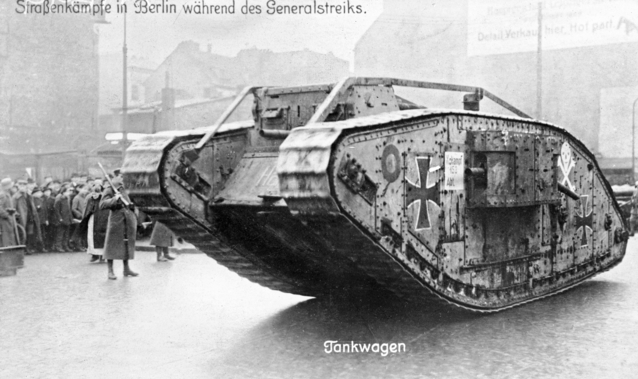
In Berlin werden während der Januarkämpfe 1919 Panzer eingesetzt

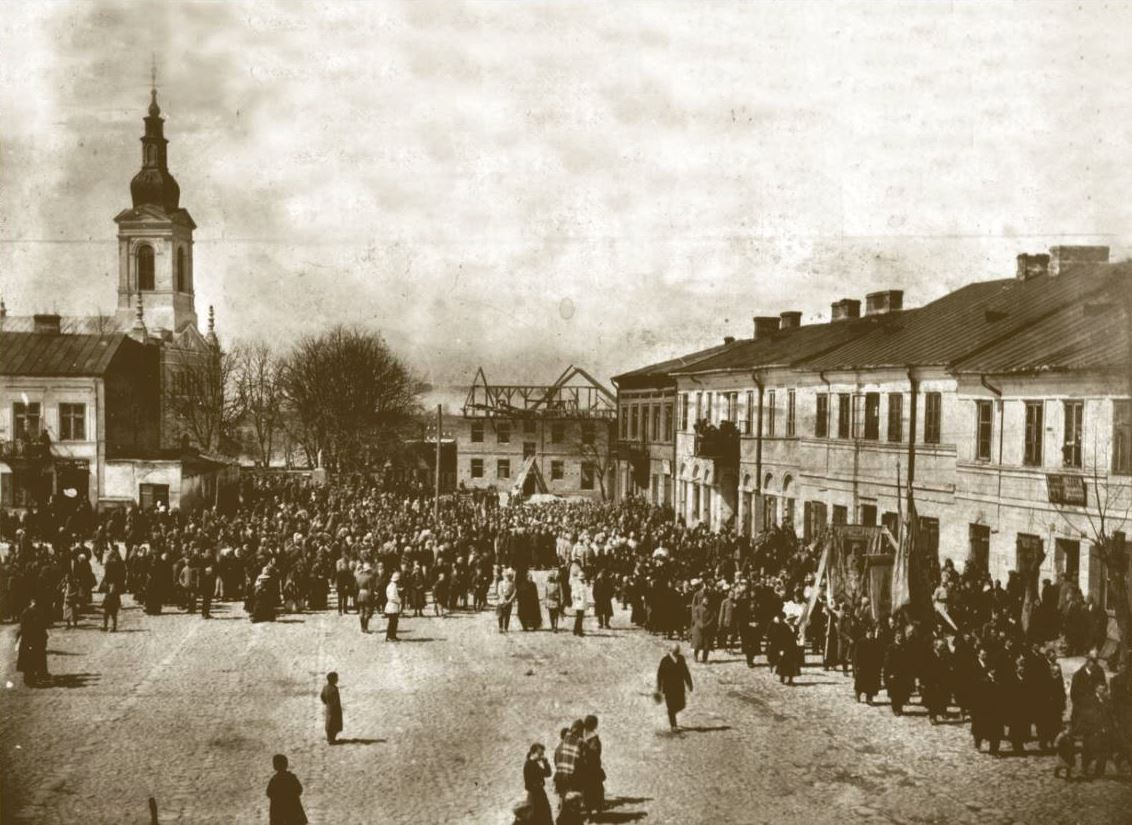
Unabhängigkeitsfeierlichkeit in Mszczonów 1919, im Hintergrund ist das im Bau befindliche Volkshaus zu erkennen

Die mit Inflation und Hungersnot bereits seit dem Winter 1916/17 katastrophale wirtschaftliche Lage Deutschlands besserte sich auch nach der Novemberrevolution und dem Waffenstillstand im November 1918 zunächst nicht. Um die Unterzeichnung eines Friedensvertrags durch Deutschland sicherzustellen, hielt die Entente die Blockade Deutschlands auch im Jahr 1919 weiter aufrecht. Erschwerend kamen politische Unruhen wie der sogenannte Januaraufstand sowie die Belastungen durch die Demobilisierung hinzu. Zusätzlich sah sich das Deutsche Reich in einer ganzen Reihe von Grenzregionen mit Forderungen nach Gebietsabtretungen konfrontiert. In der Folge war das Land politisch, militärisch und wirtschaftlich nur sehr eingeschränkt handlungsfähig.
Zwar stabilisierte sich die allgemeine Lage in Deutschland bis zum Sommer 1919 ein wenig, dennoch blieben die Aussichten auch nach Abschluss des Versailler Vertrags im Juni 1919 eher düster. Deutschland sollte erhebliche Reparationen zahlen, deren Höhe die Reparationskommission aber erst nach Vertragsschluss festlegte und die ab 1. Mai 1921 zu leisten waren. Deutschlands Kohlereserven wurden von der Entente kontrolliert und die Industrie musste wieder auf Friedenswirtschaft umgestellt werden. Vorteilhaft für das Deutsche Reich war hingegen, dass nur ein sehr kleiner Teil der Kämpfe des Ersten Weltkriegs auf deutschem Boden ausgetragen worden war und die Infrastruktur daher weitgehend erhalten geblieben war.
Für Polen begann die Nachkriegszeit zwar ebenfalls als eine Zeit des Umbruchs, aber dennoch vielversprechend. Die Zweite Polnische Republik erfuhr international Anerkennung und hatte mit Frankreich einen wichtigen Förderer an der Seite. Die Grenzstreitigkeiten sowohl mit dem Deutschen Reich als auch mit der neu entstandenen Tschechoslowakei wurden ab Frühjahr 1919 auf der diplomatischen Ebene behandelt und stellten zumindest keine existenzielle Bedrohung für Polen dar. Der noch im Frühjahr ausgebrochene Krieg gegen Sowjetrussland verlief ebenfalls zufriedenstellend für Polen, das das östliche Galizien um Lwiw (Lemberg, polnisch Lwów) besetzen und sichern konnte. Wenngleich Polen seine Gebietsforderungen bei den Pariser Friedensverhandlungen nicht voll umfänglich durchsetzen konnte, entstand bis Sommer 1919 in der Mitte Europas ein politisch gefestigter neuer Staat. Innenpolitisch stand Polen in dieser Gründungszeit zwar vor großen wirtschaftlichen und gesellschaftlichen Herausforderungen. Der polnische Nationalismus und ein gewisser Fortschrittsoptimismus lieferten jedoch eine tragfähige Basis für den Aufbau der polnischen Republik und die Zusammenführung des zuvor auf drei verschiedene Staaten aufgeteilten Landes.

### Die Situation in den Abstimmungsgebieten

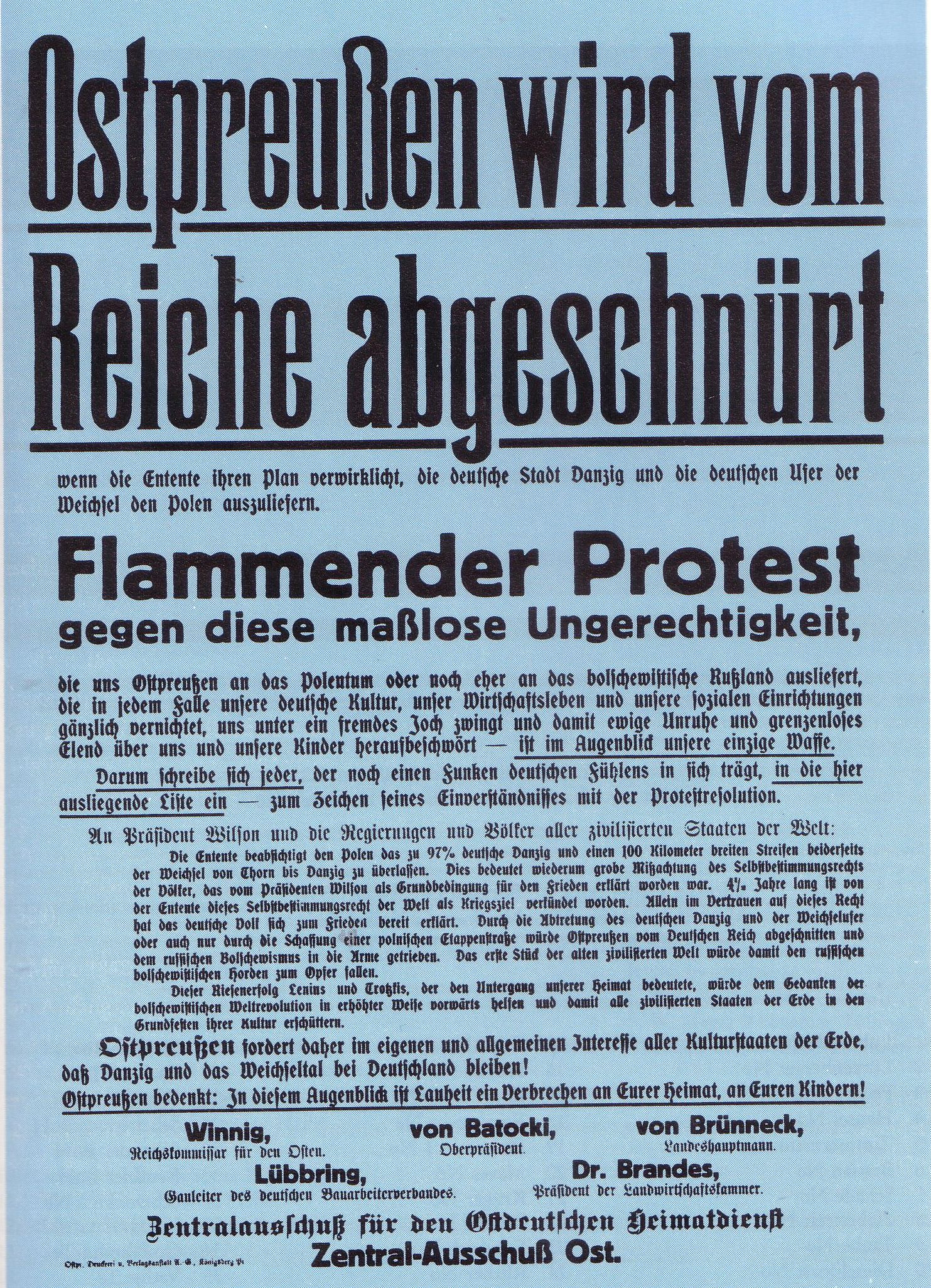
Flugblatt des Ostdeutschen Heimatdienstes während der Pariser Friedensverhandlungen (1919)

Noch während der Pariser Friedensverhandlungen im ersten Halbjahr 1919 formierte sich in Ostpreußen eine pro-deutsche Bewegung. Am 22. März rief der Johannisburger Superintendent Paul Hensel mittels Flugblättern und in der Presse zur Gründung eines „Masurenbundes“ auf. Er führte zudem eine Unterschriftensammlung durch, bei der sich schließlich 144.447 Personen für einen Verbleib beim Deutschen Reich aussprachen. Sein Versuch, mit diesen Unterschriften Einfluss auf die Verhandlungen in Paris zu nehmen, scheiterte jedoch.
In Ostpreußen, einer der ärmsten Regionen in Deutschland, an der Peripherie des Deutschen Reichs gelegen und politisch äußerst konservativ gestimmt, herrschte unter der deutschgesinnten Bevölkerung angesichts der polnischen Gebietsforderungen ein gewisser Pessimismus. Es gab vielfach Zweifel daran, ob die neue SPD-geführte Reichsregierung sich tatsächlich für die Gebiete im äußersten Osten einzusetzen bereit war. Zugleich gab es Angst vor einer militärischen Intervention Polens, wie es zum Jahreswechsel 1918/1919 bereits in Posen geschehen war. Nicht zuletzt vor diesem Hintergrund entstand die kurzlebige Idee der Gründung eines „Oststaats“.
Die Angst vor einer Annexion zeigte sich noch stärker im späteren Abstimmungsgebiet Marienwerder, in dem, insbesondere im Kreis Stuhm, größere vorwiegend pro-polnisch gestimmte Siedlungen lagen und das Polen klar für sich reklamierte. Für besonders große Unruhe in der Bevölkerung sorgte im April/Mai 1919 die Verlegung der polnischen Armee Haller aus Frankreich ins östliche Polen. Ursprünglich sollte dies auf dem Seeweg und über Danzig geschehen. Erst aufgrund scharfer Proteste der Reichsregierung, die eine Besetzung Westpreußens noch vor Abschluss der Friedensverhandlungen fürchtete, wurde dieses Vorhaben jedoch zugunsten eines Transports über Land aufgegeben.
Die 1914/15 in Ostpreußen ausgetragenen Kämpfe (Ostpreußische Operation sowie die Winterschlacht in Masuren) hatten in Masuren schwere Kriegsschäden verursacht, deren Beseitigung jedoch bereits während des Krieges mit verhältnismäßig großzügiger Hilfe der preußischen Regierung und durch sogenannte Kriegspatenschaften anderer deutscher Städte angegangen wurde. Tatsächlich scheint nicht zuletzt diese erfahrene Solidarität einer der Gründe dafür gewesen zu sein, dass sich ersten Halbjahr 1919 keine nennenswerte Bewegung für eine Loslösung von Deutschland in der masurischsprachigen Bevölkerung Ostpreußens bildete und diese bei der Volksabstimmung von 1920 ganz überwiegend für einen Verbleib bei Ostpreußen stimmte.

### Die Le-Rond-von-Simson-Vereinbarung
Nachdem der Versailler Vertrag Ende Juni 1919 unterzeichnet worden war, galt es die konkreten Bestimmungen für die darin vorgesehenen Plebiszite auszuarbeiten. Während eine eigenständig arbeitende Internationale Kommission ab Oktober 1919 die Volksabstimmung in Schleswig vorbereitete, wurden die Volksabstimmungen in Oberschlesien sowie in Ost- (Abstimmungsbeiet Allenstein) und Westpreußen (Abstimmungsgebiet Marienwerder) vom Rat der Vier beaufsichtigt. Dieser setzte in einem ersten Schritt am 28. Juli 1919 eine entsprechende Unterkommission unter der Leitung des französischen Generals Henri Le Rond ein. Im Herbst wurde festgelegt, dass Großbritannien den Großteil des Truppenkontingents für Allenstein, Italien das für Marienwerder und Frankreich jenes in Oberschlesien stellen sollte. Die Leitung der jeweiligen Interalliierten Plebiszitkommission, in der jedoch jeweils alle drei Mächte vertreten waren, wurde wenige Wochen später nach dem gleichen Muster verteilt. Den Vorsitz für Allenstein übernahm der britische Diplomat Ernest Rennie, für Marienwerder wurde der Italiener Angelo Pavia von seiner Regierung benannt.
Die drei Vorsitzenden trafen sich im Dezember 1919 regelmäßig, um vergleichbare Regelungen für die Kompetenzen der drei Interalliierten Kommissionen sowie für die Durchführung der drei Plebiszite auszuarbeiten. Maßgebliche Anregungen erhielten sie dabei von den Vorschlägen, die die Internationale Kommission für das Plebiszit in Schleswig ausgearbeitet hatte. Die Ergebnisse bildeten die Grundlage für eine am 9. Januar 1920 unterzeichnete Übereinkunft zwischen der Entente und dem Deutschen Reich, die nach den beiden Unterzeichnenden, Henri le Rond und Ernst von Simson, benannte „Le-Rond-von-Simson-Vereinbarung“.
Die Vereinbarung enthielt umfangreiche Festlegungen für die Kontrolle der Abstimmungsgebiete. Die wesentlichen Bestimmungen waren:
- In den Abstimmungsgebieten dürfe es keinerlei Diskriminierung aufgrund von Sprache oder Abstammung geben.
- Alle Regelungen, die einem fairen und gleichberechtigten Plebiszit entgegenstünden, seien unwirksam.
- Den drei Kommissionen wurde jeweils für ihr Abstimmungsgebiet und den Zeitraum bis zum Beschluss über dessen Zugehörigkeit die Regierungsgewalt zugestanden. Sie erhielten damit auch die Befugnis, Gesetze und Regelungen nach ihrem Gutdünken zu erlassen oder aufzuheben, wobei jedoch alle bereits geltenden Regelungen zunächst in Kraft blieben.
- Alle Arbeiter- und Soldatenräte waren aufzulösen.
- Alle in den Abstimmungsgebieten geborenen oder wohnhaften politischen Gefangenen waren unverzüglich freizulassen.
- Ebenso waren alle bewaffneten militärischen oder paramilitärischen Formationen aufzulösen oder aus den Gebieten abzuziehen. Die örtlichen Polizeien waren den Kommissionen zu unterstellen, die jeweils eigenmächtig über deren weitere Verwendung entscheiden würden.
- Die deutschen Verwaltungen in den Abstimmungsgebieten sollten bestehen bleiben, jedoch würden die Kommissionen für bestimmte von ihnen benannte Leitungsfunktionen eigenes Personal benennen. Die dadurch von ihren Aufgaben entbundenen deutschen Funktionsträger hatten die Gebiete zu verlassen.
- Den Behörden in den Abstimmungsgebieten war eine eigenmächtige Kommunikation mit deutschen Behörden untersagt. Alle staatlichen Einrichtungen und Liegenschaften in den Gebieten würden den Kommissionen vollumfänglich zur Verfügung stehen.
- Alle Archive und Dokumente, die für die Arbeit der Kommissionen als notwendig erachtet würden, mussten diesen zur Verfügung gestellt werden, auch wenn sie außerhalb der Abstimmungsgebiete lagerten.
- Die Finanzierung der Kommissionen sollte aus den öffentlichen Einnahmen der Abstimmungsgebiete erfolgen, wobei Deutschland im Bedarfsfall verpflichtet war, zusätzliche Gelder bereitzustellen. Falls später Gebiete an Polen fallen sollten, müsste Polen diese Sonderauslagen wiederum anteilig an das Deutsche Reich zurückerstatten.
- Die Ein- und Ausreise in die Abstimmungsgebiete war nur mit einem Reisepass und einem von der jeweiligen Kommission ausgestellten gültigen Visum erlaubt; die Mitglieder der Kommissionen erhielten diplomatischen Status.
- Die deutsche und die polnische Regierung hatten für jedes Abstimmungsgebiet einen Ansprechpartner zu benennen, der in ihrem Namen handeln durfte.

Das Abkommen enthielt eine Reihe von weiteren Detailbestimmungen zur Nutzung der durch die Abstimmungsgebiete laufenden Telefon- und Telegrafenleitungen, den Eisenbahnstrecken und vergleichbares mehr. In einer Anlage zum Abkommen wurde festgelegt, dass der Abzug der deutschen Truppen bis zum 21. Tag nach der Unterzeichnung abgeschlossen sein musste.

### Die Interalliierten Kommissionen
Wie in der Le-Rond-von-Simson-Vereinbarung festgehalten, übernahmen Mitte Februar 1920 die „Interalliierten Kommissionen für die Verwaltung und Abstimmung“ (Interallied Commission for the Administration and Plebiscite) die Aufsicht in den Abstimmungsgebieten Allenstein und Marienwerder und richteten hierfür in den Städten Allenstein und Marienwerder jeweils einen Dienstsitz ein. Da sich die USA zwischenzeitlich aus der Umsetzung des Versailler Vertrags zurückgezogen hatten, bestanden die Kommissionen nur noch aus vier anstatt aus fünf Mitgliedern, wodurch den Vorsitzenden nun die entscheidende Stimme zukam. Da die beiden Kommissionen in Ost- und Westpreußen keine Wortprotokolle führten, ist rückblickend nicht mehr nachvollziehbar, inwieweit dies für die dort getroffenen Entscheidungen relevant war.
Die bis dahin zuständigen Regierungspräsidenten sowie gegebenenfalls weitere preußische und deutsche Amtsträger wurden für die Zeit der Regierungsübernahme ausgewiesen. Die in den preußischen Verwaltungen tätigen Beamten mussten der jeweiligen Kommission einen Treueid leisten. Zusätzlich wurden polnische Beisitzer benannt, die – wenngleich ohne Entscheidungsbefugnisse – die Arbeit der deutschen Behörden überwachen sollten.
Da die Interalliierten Kommissionen nicht über ausreichend Personal verfügten, um die Regierungsaufgaben in den Abstimmungsgebieten umfänglich zu übernehmen, arbeiteten die preußischen Verwaltungen weitgehend unverändert weiter. Lediglich bei Aufgaben, die für die Vorbereitung und Durchführung der Volksabstimmungen zu fairen Bedingungen notwendig waren, griffen die interalliierten Kommissionen in das Verwaltungshandeln ein.
Alle Verbände der Reichswehr hatten die Gebiete bereits zum 1. Februar 1920 verlassen. Das Oberkommando der britischen Truppen in den Abstimmungsgebieten Ost-, Westpreußen und Oberschlesien übernahm Richard Haking in Danzig. Die französischen und italienischen Verbände hatten in den jeweiligen Abstimmungsgebieten eigenständige Kommandostrukturen. Die deutschen Polizeien wurden aufgelöst und durch eine Abstimmungspolizei sowie eine Abstimmungsgrenzpolizei ersetzt, die über ihren Uniformen entsprechende Armbinden trugen. Da der Rekrutierungsaufwand für die ursprünglich vorgesehene gemischte deutsch-polnische Zusammensetzung der Abstimmungspolizeien als zu groß eingeschätzt wurde, rekrutierten sich diese zunächst aus Angehörigen der 1919 in Deutschland neu geschaffenen Sicherheitspolizei.

## Die Abstimmungszeit (Februar – Juli 1920)

### Die Interalliierte Kommission in Allenstein

Mitglieder der Interalliierten Kommission in Allenstein (1920)

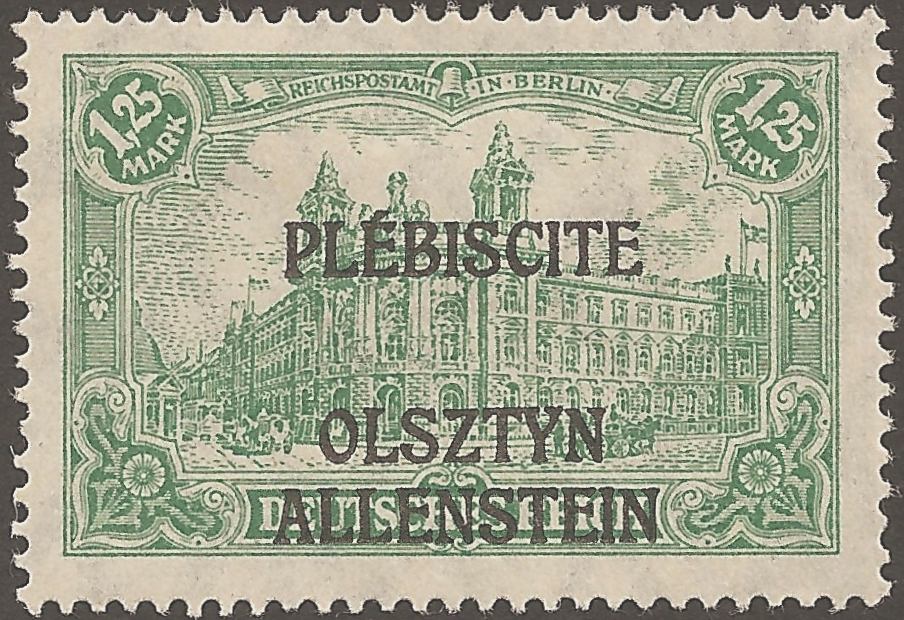
Von der Interalliierten Kommission 1920 in Allenstein herausgegebene Briefmarke

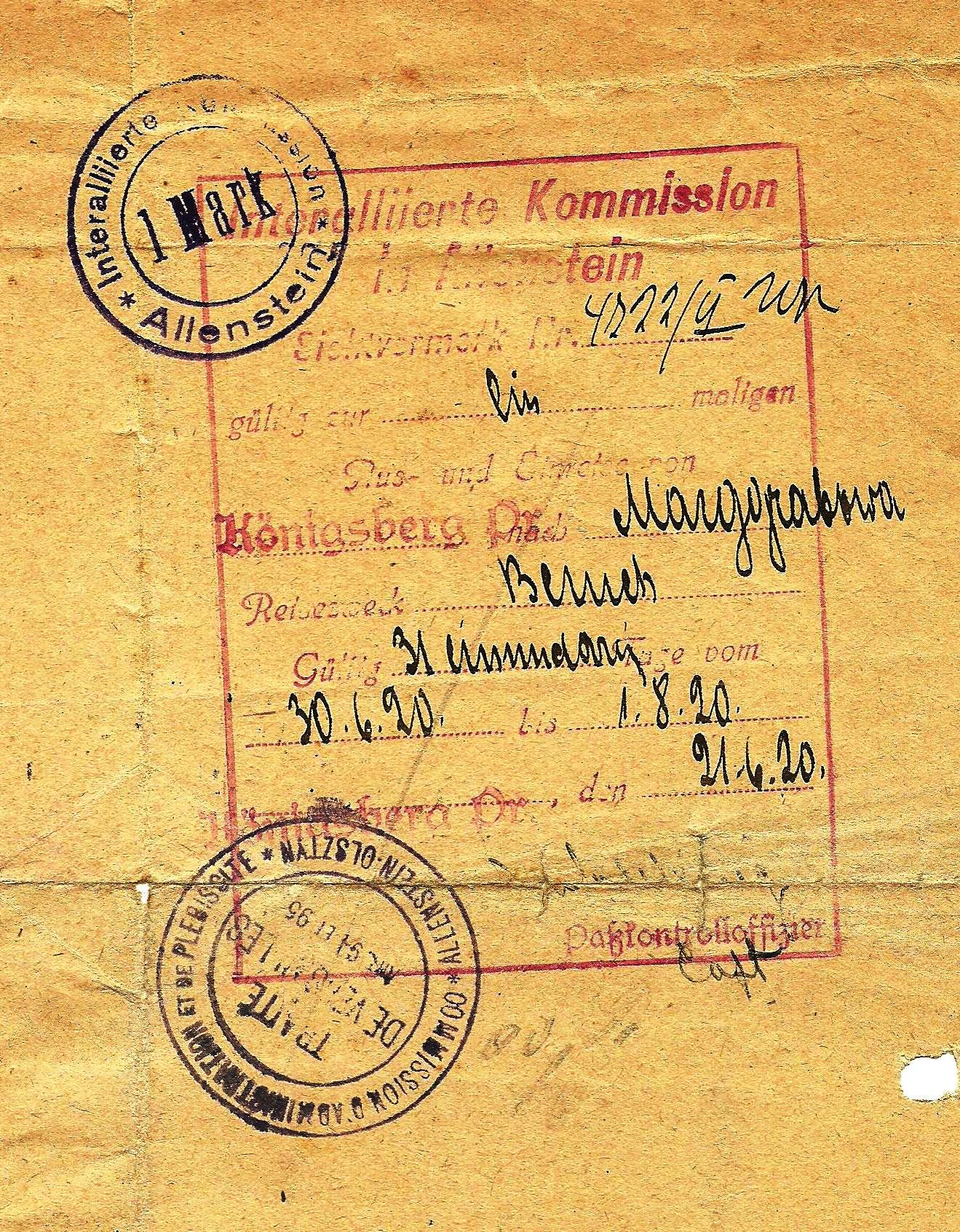
Von der Interalliierten Kommission in Allenstein ausgestelltes Visum

Im Abstimmungsgebiet Allenstein erfolgte die Übergabe der Amtsgeschäfte am 14. Februar 1920. Am Bahnhof der Stadt begrüßte Regierungspräsident Matthias von Oppen die Kommission, um sogleich das Abstimmungsgebiet per Zug zu verlassen.
Der Interalliierten Kommission in Allenstein gehörten neben dem Vorsitzenden Ernest Rennie der französische Diplomat Joseph Couget (der am 2. Juni 1920 durch Abel Chevalley ersetzt wurde), der italienische Senator Domenico Fracassi di Torre Rossano sowie der japanische Diplomat Marumo(?) an. Im Dienst der Kommission für dieses Abstimmungsgebiet standen 88 höhere Beamte und Offiziere: 34 Briten, 24 Franzosen, 23 Italiener und 7 Japaner. Die Kommission in Allenstein entschied sich für folgende Aufteilung der Aufgaben: Der Brite Rennie kümmerte sich um das Ressort „Inneres und Eisenbahnen“, der Franzose übernahm den Bereich „Justiz“, um den Aufgabenbereich „Finanzen, Sozialversicherung, Post und Fernmeldewesen“ kümmerte sich der Italiener Fracassi, für den „Abstimmungsprozess“ war der Japaner Marumo zuständig. Als militärische Mittel unterstanden der Kommission in Allenstein zunächst 400 Mann Royal Irish Rifles, die im Mai um weitere 400 Mann verstärkt wurden, sowie seit März auch ein etwa 700 Mann starkes italienisches Bataillon.
Der Vertreter der Reichsregierung war der völkisch-nationale Wilhelm von Gayl als Reichs- und Staatskommissar. Ihm war aber, wie er selbst schrieb, „eine Doppelaufgabe gestellt: Er hatte die deutschen Belange gegenüber der Kommission und den Polen zu wahren, aber auch der Kommission aufklärend und beratend zu helfen sowie ihren Verkehr mit den deutschen Regierungsstellen außerhalb des Gebietes zu vermitteln. Er war nicht einseitiger Interessenvertreter wie der polnische Generalkonsul, sondern durch ein entsprechendes Abkommen organisch mit der Kommission verbunden.“ Wenngleich laut Le Rond-von-Simson-Abkommen nicht vorgesehen, benannte Polen den Generalkonsul Zenon Eugeniusz Lewandowski als Interessenvertreter. Nach wiederholten Konflikten mit der Interalliierten Kommission, zuletzt einem von Lewandowski organisierten mehrwöchigen Streik der polnischen Plebsizithelfer im Mai 1920, wurde er abberufen und durch Fürst Henryk Korybut-Woroniecki ersetzt.
Zu den ersten Amtshandlungen der Kommission in Allenstein gehörte die Verkündung einer Proklamation, in der sie ihre Aufgabe und Befugnisse darlegte und die Bewohner des Abstimmungsgebiets zur Mitwirkung aufforderte:

„Die Kommission fordert alle Bevölkerungsklassen auf, in loyaler Weise an der Erhaltung der Ordnung und Ruhe mitzuarbeiten, um die Erfüllung der Aufgabe der Kommission zu erleichtern, sowie die freie Ausübung des den Bewohnern zugestandenen Rechtes, über das Schicksal ihres Landes selbst zu entscheiden, zu sichern. Die Kommission wird darauf achten, dass jedermann seinen Willen in voller Unabhängigkeit auszudrücken imstande ist, und wird die nötigen Massnahmen ergreifen, um jeden Druck zu verhindern und die Freiheit der Abstimmung zu sichern.“

Um die reibungslose Zusammenarbeit mit den bestehenden Verwaltungen sicherzustellen, entsandte die Interalliierte Kommission in Allenstein in jede der elf Kreisverwaltungen einen sogenannten Kreiskontrolleur (konkret fünf britische und je drei französische und italienische Mitarbeiter). Die französischen, später auch die britischen Kontrolleure bekamen zudem eigenes Personal zur Seite gestellt, die italienischen Kontrolleure blieben hingegen auf sich allein gestellt. Die Kreiskontrolleure hatten große Spielräume bei der Erfüllung ihrer Aufgaben und konnten in ihrem Kreis auch über die Polizei verfügen. Als Reaktion auf fortgesetzte Beschwerden der polnischen Seite über Behinderungen der eigenen Plebiszitkampagne durch die Verwaltungen und über Bedrohungen polnischer Aktivisten entschloss sich die Kommission in Allenstein am 30. Mai 1920, jedem Kreiskontrolleur einen polnischen Beirat zur Seite zu stellen.
Das Gerichtswesen blieb hingegen unangetastet, die Kommission behielt sich lediglich ein Freigaberecht für Urteile von deutschen Gerichten vor, bevor diese im Abstimmungsgebiet umgesetzt werden durften. Eine eigenständige Untersuchungskommission wurde eingerichtet, um gegen mögliche unzulässige Beeinflussungen des Plebiszits durch Amtspersonen vorzugehen, die über die Dauer ihrer Tätigkeit etwa 20–30 Schulbedienstete für schuldig befand und von ihren Aufgaben entbandt. Zu einem Eklat kam es am 7. März 1920, als die vom polnischen Generalkonsul Lewandowski an seinem Dienstsitz in Allenstein ohne vorherige diplomatische Ankündigung aufgezogene polnische Flagge von einer aufgebrachten Menge eingeholt wurde. Die Kommission setzte anschließend das ordnungsgemäße Hissen der Flagge durch und ließ den Oberbürgermeister von Allenstein, Georg Zülch, sowie den Polizeipräsidenten der Stadt ausweisen.
Auch die Polizei wurde in Allenstein nicht grundsätzlich umstrukturiert. Die deutsche Sicherheitspolizei blieb für das Abstimmungsgebiet als Ganzes zuständig und wirkte auch unter dieser Bezeichnung weiter. Erst nach wiederholten polnischen Beschwerden über deren Untätigkeit, ja sogar Kollaboration mit Störern pro-polnischer Veranstaltungen, wurde die Kommission im Juni 1920 schließlich tätig. So wurde die Sicherheitspolizei in „Abstimmungspolizei“ umbenannt, einem britischen Offizier direkt unterstellt und für polnische Bewerber geöffnet. Die Maßnahmen hatten jedoch bestenfalls oberflächliche Auswirkungen und kamen viel zu spät, um für die wenigen verbleibenden Wochen des Abstimmungskampfes noch einen Unterschied auszumachen.
Am 21. Februar 1920 gab die Kommission in Allenstein ihren ersten offiziellen Erlass heraus, mit dem Deutsch und Polnisch gleichgestellt wurden und die Visumspflicht für die Ein- und Ausreise aus dem Abstimmungsgebiet eingeführt wurde. Alle Veröffentlichungen der Kommission erfolgten stets zweisprachig (deutsch und polnisch). Weitere Erlasse beschäftigten sich mit dem Gerichtswesen, der Förderung von Abstimmungspropaganda und öffentlichen Veranstaltungen sowie der Regulierung der eigentlichen Abstimmung. Mit der Ausgabe eigener Briefmarken wurde in Allenstein am 12. April 1920 begonnen und bis Ende Juli 1920 auf diese Weise etwa 10 Millionen Mark eingenommen.

### Die Interalliierte Kommission in Marienwerder
Im Abstimmungsgebiet Marienwerder erfolgte die Übergabe der Amtsgeschäfte am 17. Februar 1920. Ebenso wie in Allenstein übergab der Regierungspräsident Karl Schilling die Amtshoheit unmittelbar bei der Ankunft der Interalliierten Kommission am Bahnhof der Stadt. Auch hier veröffentlichte die Kommission nach ihrem Eintreffen eine Proklamation, in der sie ihre Aufgabe erläuterte und die Bewohner des Abstimmungsgebiets zu friedlicher Zusammenarbeit aufforderte.
Der Interalliierten Kommission in Marienwerder gehörten neben dem Vorsitzenden Angelo Pavia der britische Diplomat Henry Beaumont, der französische Diplomat Comte René de Cherisey sowie der japanische Botschaftssekretär Morikazu Ida an. Die Aufgaben gliederte sich die Kommission in Marienwerder in vier Bereiche: „Inneres“ (zu dem ein Unterkomitee für die Organisation des Plebiszits gehörte) unter der Leitung Pavias, den Bereich „Finanzen“ unter de Cherisey, „Justiz“ unter Ida sowie „Verkehr und Kommunikation“ geleitet von Beaumont. Weiterhin wurde ein eigenständiges und ebenfalls von Beaumont geleitetes Untersuchungskomitee eingerichtet. Im Abstimmungsgebiet Marienwerder waren eine Brigade italienische Bersaglieri und ein kleines französisches Kontingent stationiert.
Der deutsche Bevollmächtigte für das westpreußische Abstimmungsgebiet war zunächst der frühere Landrat von Graudenz, Geheimrat Hans Kutter. Aufgrund seiner Verbindungen zum Kapp-Putsch wurde er jedoch am 30. April 1920 von Theodor von Baudissin, dem Landrat in Neustadt/Westpreußen, abgelöst. Die polnische Seite ernannte Graf Stanisław Sierakowski aus Stuhm zu ihrem Generalkonsul in Marienwerder, dessen Ehefrau in der dortigen Plebiszitkampagne aktiv mitwirkte.
In Marienwerder wurden alle vier Kreisverwaltungen dem Ressort „Inneres“ unterstellt, das jeweils zwei sogenannte Kreisinspektoren zu ihrer Beaufsichtigung entsandte. Am 28. Februar 1920 gab auch die Kommission in Marienwerder einen Erlass zur Gleichbehandlung von Deutsch und Polnisch heraus. Weiterreichende Forderungen der pro-polnischen Seite nach Ablösung der Landräte und Ausweisung bekannter Hakatisten wies die Kommission ab. Sie führte jedoch zur Kontrolle der Landräte sogenannte Beigeordnete ein, die von der polnischsprachigen Gemeinde in jedem Kreis gewählt wurden. Weiterhin hob sie die Beschränkungen der polnischen Sprache in den Schulen des Abstimmungsgebiets auf und ließ in jedem Kreis vier zusätzliche polnische Schulinspektoren zu.
Anders als in Allenstein griff die Marienwerder Kommission stärker in das Gerichtswesen ein. Das Reichsgericht verlor seine Zuständigkeit für das Abstimmungsgebiet Marienwerder. Stattdessen wurde ein eigenes Sonderhochgericht ins Leben gerufen, das vom Ressort „Justiz“ beaufsichtigt wurde. Zu den dorthin berufenen Richtern gehörten auch zwei polnischsprachige Personen aus dem Gebiet.
Weiterhin mussten alle Waffen im privaten Besitz übergeben werden und die militärisch organisierte Sicherheitspolizei wurde angewiesen, ihre schweren Waffen einzulagern und ihren Dienst ausschließlich mit Pistolen und Dolchen auszuüben. Nach fortgesetzten Beschwerden der polnischen Seite über die Parteilichkeit der Sicherheitspolizei und der Grenzschutzpolizei wurden diese schließlich am 30. April 1920 reformiert. Es erfolgte die Umbenennung in „Abstimmungspolizei“ beziehungsweise „Abstimmungsgrenzpolizei“, wobei nur im Abstimmungsgebiet geborene Personen oder dort seit 1915 wohnhafte Personen Aufnahme in die neue Truppe erhalten konnten. Letztlich verblieben 700 von 1000 Mann und 14 Offiziere der Sicherheitspolizei im Dienst und die Truppe wurde für polnische Bewerber geöffnet. Alle Polizeien wurden dem Oberbefehl eines alliierten Offiziers unterstellt.

### Der pro-deutsche Abstimmungskampf
Als im Mai 1919 allgemein absehbar wurde, dass unter anderem in Ost- und Westpreußen über die Gebietszugehörigkeit mittels Plebisziten entschieden werden würde, begannen beide Seiten sich für den bevorstehenden Abstimmungskampf vorzubereiten.
Zu den ersten tätigen Organisationen auf deutscher Seite gehörten die verschiedenen im Frühjahr 1919 gegründeten Volksräte in Ost- und Westpreußen. Sie schlossen sich Anfang Mai 1919 in Marienburg im Ostdeutschen Heimatdienst zusammen, um die pro-deutschen propagandistischen Aktivitäten zu bündeln. Zu den führenden Köpfen zählte dort neben Paul Hensel auch der Theaterschriftsteller Max Worgitzki. Die von ihnen herausgegebenen Ostdeutschen Nachrichten erreichten eine wöchentliche Auflage von 200.000 Exemplaren.
Daneben entstanden im Sommer 1919 ausdrücklich für den Abstimmungskampf weitere Organisationen, wie der „Arbeitsausschuß Allenstein gegen die Polengefahr“. Am 14. Juli 1919 schloss er sich mit anderen vergleichbaren Organisationen zum Masuren- und Ermländerbund zusammen, der in der Folgezeit auf bis zu 220.000 Mitglieder anwachsen sollte.
Neben Publikationen gehörten vor allem Veranstaltungen aller Art, Heimatfeste, Liederabende, Theateraufführungen und nicht zuletzt Weihnachtsfeiern, zu den tragenden Säulen der deutschen Abstimmungspropaganda in Ost- und Westpreußen. Diese erreichte die ganze Fläche des Landes, von wenigen rein polnisch geprägten Ortschaften abgesehen. Wenngleich davon auszugehen ist, dass die hohen Mitgliederzahlen auch einem gewissen sozialen Druck geschuldet waren, besteht wenig Zweifel an der breiten Verankerung einer pro-deutschen Haltung in der Bevölkerung. Der deutschen Kampagne kam zugute, dass sie sich auf nahezu alle in der Bevölkerung verankerten Institutionen sowie auf die weiter tätigen preußischen Verwaltungen stützen konnte. Unterstützt wurden diese lokalen Organisationen durch die Reichszentrale für Heimatdienst, eine staatliche deutsche Einrichtung, die sowohl die finanziellen Hilfen der preußischen und der Reichsregierung verteilte als auch sich um die Mobilisierung der im restlichen Reichsgebiet lebenden Abstimmungsberechtigten, der sogenannten „Abstimmler“, kümmerte.
Es war ein unbestreitbarer Erfolg der deutschen Plebiszitkampagne, dass sich die gedrückte Stimmung im pro-deutschen Lager bis Sommer 1920 völlig ins Gegenteil verkehrte. In den letzten Monaten vor den Plebisziten war die pro-deutsche Seite von ihrem Abstimmungssieg fest überzeugt und setzte sich nachdrücklich für einen möglichst baldigen Abstimmungstermin ein.
Dennoch bestand bis zuletzt eine gewisse Unsicherheit und auch die Angst vor einer militärischen Intervention Polens. So verwundert es nicht, dass trotz der guten Aussichten für die deutsche Seite verdeckte Vorbereitungen für einen bewaffneten Kampf getroffen wurden. Es wurden diverse halbmilitärische Organisationen ins Leben gerufen (Schutzbund, Heimwehr, Bürgerwehr, Heimatschutz und weitere mehr), demobilisierte Soldaten integriert und schließlich auch die als stramm anti-polnisch geltenden Baltikum-Freikorps nach Ostpreußen verlegt. Hinter dem Rücken der Interalliierten Kommissionen legten pro-deutsche Kräfte heimlich Waffenlager an.

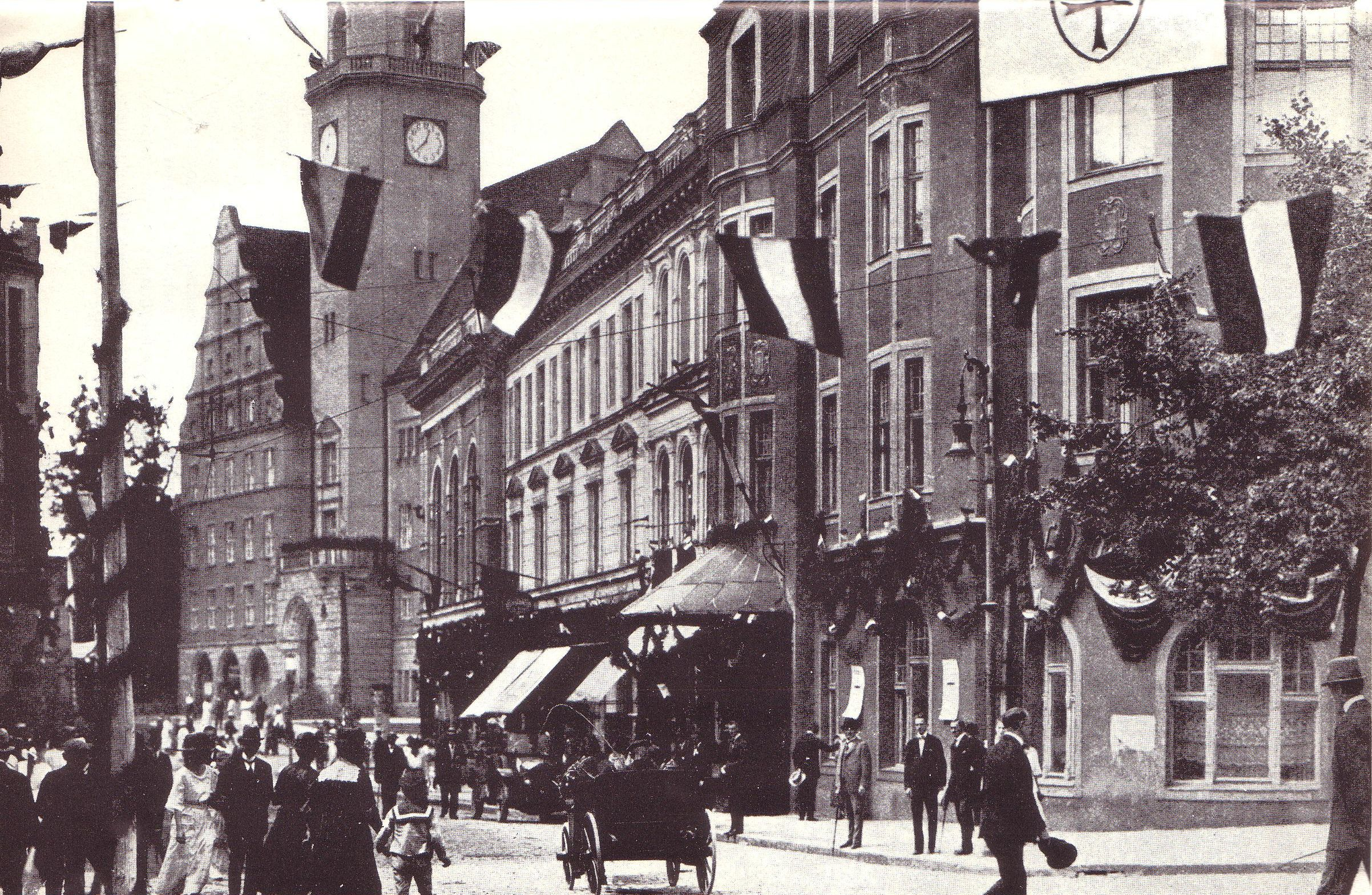
Das Hotel „Deutsches Haus“ in Allenstein diente dem Deutschen Heimatdienst in den Wochen vor dem Plebiszit als Hauptquartier (Juli 1920)
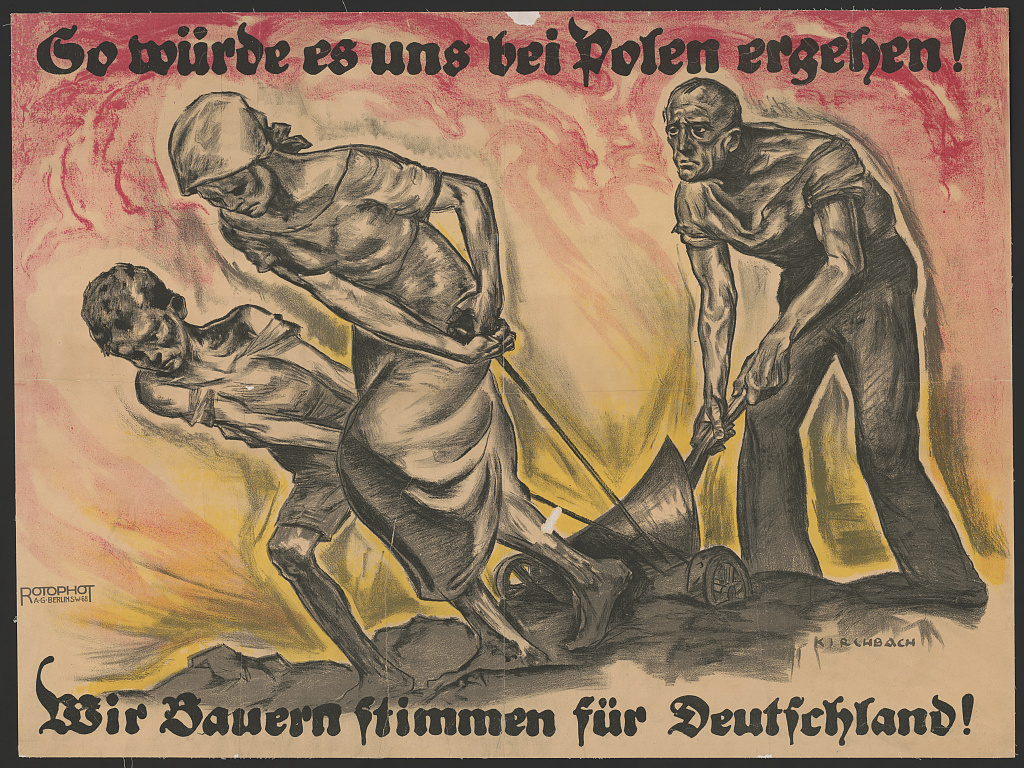
„So würde es uns bei Polen ergehen!“ – pro-deutsches Propagandaplakat
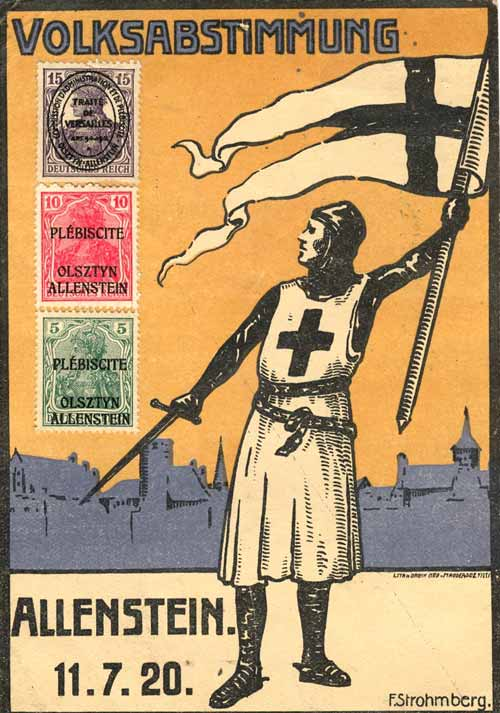
Deutsche Propaganda-Postkarte mit Plebiszit-Briefmarken aus dem Abstimmungsgebiet Allenstein (1920)

### Der pro-polnische Abstimmungskampf

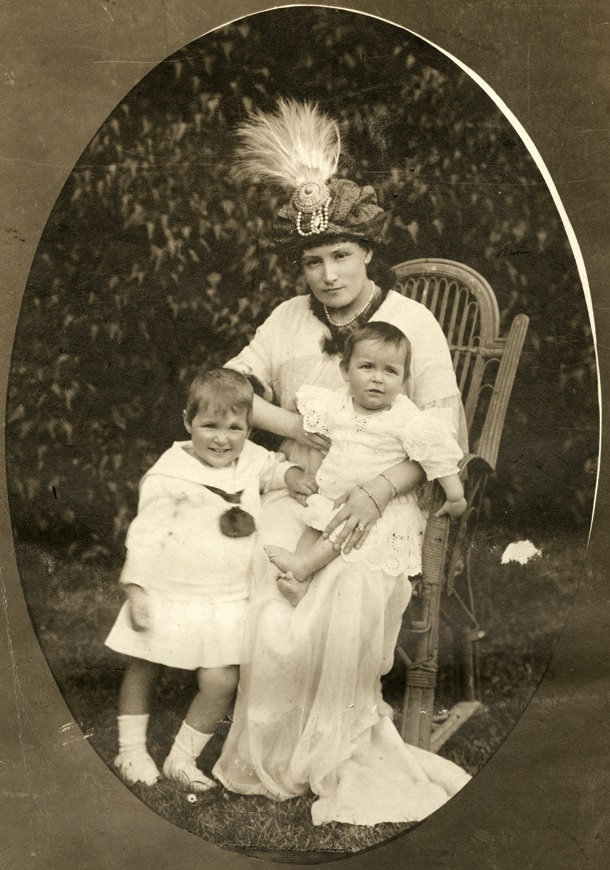
Gräfin Helena Sierakowska unterstützte im Kreis Stuhm maßgeblich die polnische Plebiszitkampagne

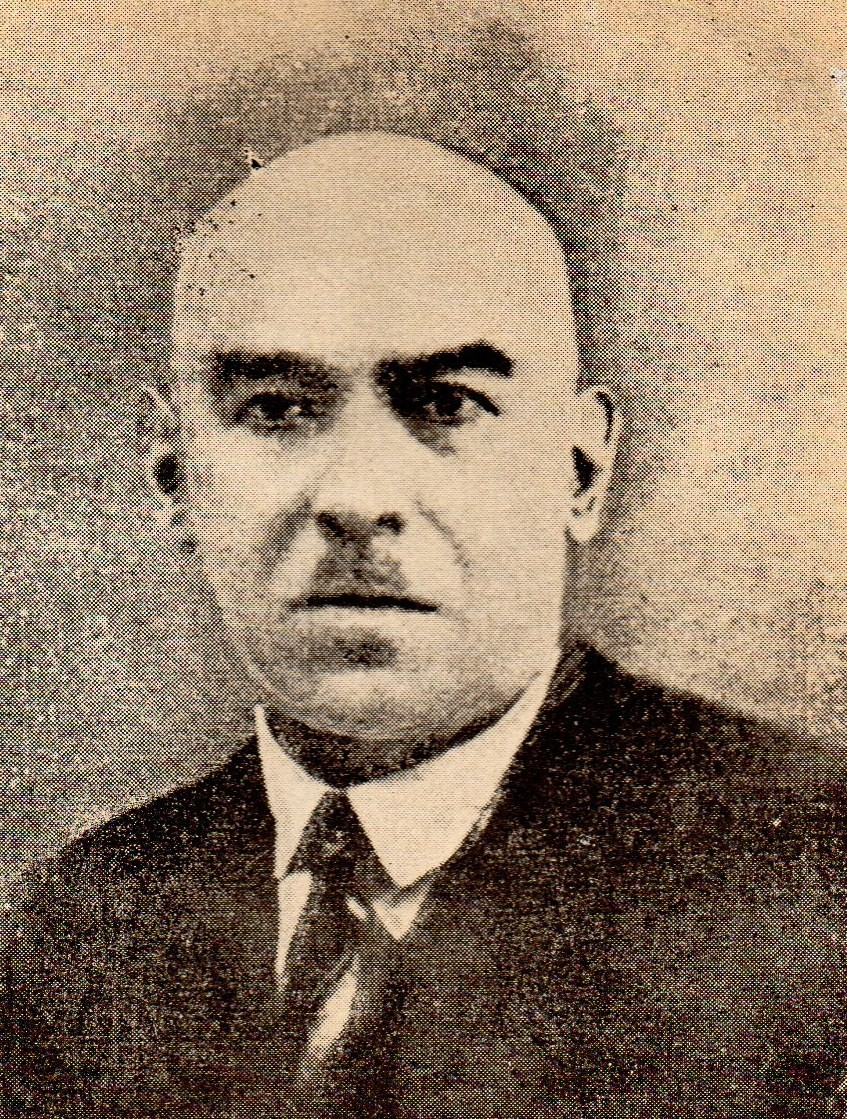
Der Ortelsburger Verleger Kazimierz Jaroszyk (1947)

Die Aktivitäten der polnischen Seite fielen insgesamt erheblich bescheidener aus. Dies lag nicht zuletzt daran, dass bis zum Eintreffen der Interalliierten Kommissionen die deutschen Behörden rigoros gegen jede Propagandatätigkeit der pro-polnischen Organisationen vorgingen. Ihnen blieb der Zugang zu den Stimmlisten verwehrt und allzu deutliches Engagement für einen Anschluss an Polen wurde als Hochverrat strafrechtlich verfolgt. Auch auf polnischer Seite spielten die seit der Jahreswende 1918/19 tätigen Volksräte (Rada Ludowa) zunächst die wichtigste Rolle. Allerdings konnte nur der polnische Volksrat im Kreis Stuhm des Abstimmungsgebiets Marienwerder, maßgeblich gefördert von der wohlhabenden Landbesitzerin Helena Sierakowska, nennenswerte propagandistische Aktivitäten durch den Druck von Pamphleten und Handzetteln entfalten.
Die mehr oder minder einzige propagandistische Veröffentlichung im Allensteiner Abstimmungsgebiet blieb das Blättchen Masur des Ortelsburger Verlegers Kazimierz Jaroszyk, das mit einer Auflage von nur 500–2000 Exemplaren jedoch nur eine sehr begrenzte Reichweite hatte. Daneben wurde im November 1919 in Warschau das „Komitet Mazurksi“ ‚Masurisches Komitee‘ unter dem Vorsitz von Juliusz Bursche, dem späteren Bischof der Evangelisch-Augsburgischen Kirche in Polen, gegründet. Allerdings scheint diese zu keinem Zeitpunkt über nennenswerte Unterstützung im Abstimmungsgebiet verfügt zu haben. Sie war daher in besonderem Maße auf auswärtige Agitatoren angewiesen (vor allem aus Warszawa, Poznań, Kraków, Lwiw und Toruń), die nur selten über gute Kenntnisse der lokalen Verhältnisse verfügten. Insgesamt waren für die polnische Plebiszitkampagne im Abstimmungsgebiet Allenstein nur 120 Personen tätig. Sie blieb, wie auch die anderen polnischen Bemühungen im Abstimmungskampf, wenig schlagkräftig. Die polnische Propaganda zielte vor allem darauf ab, die Masuren als jahrhundertelang durch die Preußen beziehungsweise Deutschen unterdrückte Polen darzustellen, die durch den Anschluss an das neuerstandene Polen ihre Freiheit gewinnen würden.
Auf polnischer Seite waren die Einschätzungen zu den Chancen auf einen Abstimmungssieg bei den Plebisziten sehr unterschiedlich. Während einige nationalistische Kreise 1919 noch davon ausgingen, dass die Bevölkerung der Abstimmungsgebiete diese Gelegenheit zur Befreiung von Preußen und der Germanisierung nutzen werde, überwog doch vielfach eine nüchterne Einschätzung. So ist es bezeichnend, dass im Vergleich zur Abstimmung in Oberschlesien die polnische Plebiszitkampagne in West- und Ostpreußen zu keinem Zeitpunkt auf vergleichbare Ressourcen oder Unterstützung zurückgreifen konnte – weder durch pro-polnische Kräfte im Abstimmungsgebiet selbst noch durch die wesentlichen polnischen Machtzentren in Posen oder Warschau.
Im Verlauf des Jahres 1920 kam zudem die sich verschlechternde Lage im polnisch-sowjetischen Krieg hinzu. So belagerte die Rote Armee im Juni 1920 Lemberg, und die Aussicht, Teil eines Staates zu werden, der sich gerade in einem sehr unvorteilhaft verlaufenden Krieg befand, war für die Abstimmenden wenig verlockend. Auch die materiellen Aussichten waren trotz gegenteiliger polnischer Propaganda ungewiss.
Grundsätzlich war die polnische Seite der Ansicht, dass das Plebiszit so lange wie möglich hinausgezögert werden sollte, um ihr angesichts der jahrzehntelangen Unterdrückung polnischer Sprache und Kultur überhaupt eine Chance für erfolgreiche Gegenpropaganda zu geben. Die Interalliierten Kommissionen schlossen sich jedoch weder in Allenstein noch in Marienwerder dieser Einschätzung an und strebten einen in beiden Gebieten gleichzeitigen Abstimmungstermin noch im Jahr 1920 an.
Eine weitere Sorge für die pro-polnische Seite stellte das Stimmrecht für alle in den Abstimmungsgebieten geborenen Personen dar. Diese Regelung hatte die polnische Delegation in Paris zurückgehend auf einen Vorschlag von Ignacy Jan Paderewski selbst durchgesetzt. Erst zu spät setzte sich die Erkenntnis durch, dass die deutsche Seite von diesen „Heimkehrern“ (beispielsweise den sogenannten Ruhrpolen) in weit stärkerem Maße profitieren würde. Für die pro-deutsche Seite ergab sich ein zusätzliches Stimmenreservoir, da es für sie erheblich einfacher war, die ganz überwiegend im restlichen Reich lebenden „Abstimmler“ ausfindig zu machen und für eine Stimmabgabe zu gewinnen.
Wiederholt legte die polnische Seite Widerspruch gegen die Regelungen für auswärtige Abstimmende ein. Sie brachte Bedenken gegen deren grundsätzliche Berechtigung, gegen den Registrierungsprozess an sich und gegen deutsche Behinderungen der polnischen Bemühungen um auswärtige Stimmberechtigte vor. Am 9. Juli 1920, zwei Tage vor der Abstimmung, übergab der polnische Generalkonsul in Allenstein der Interalliierten Kommission eine Protestnote, in der sie die Legitimität der Abstimmung aufgrund der auswärtigen Abstimmenden grundsätzlich in Frage stellte. Alle diese Einsprüche wurden letztlich abgewiesen.

## Die Volksabstimmungen am 11. Juli 1920

### Das Abstimmungsverfahren

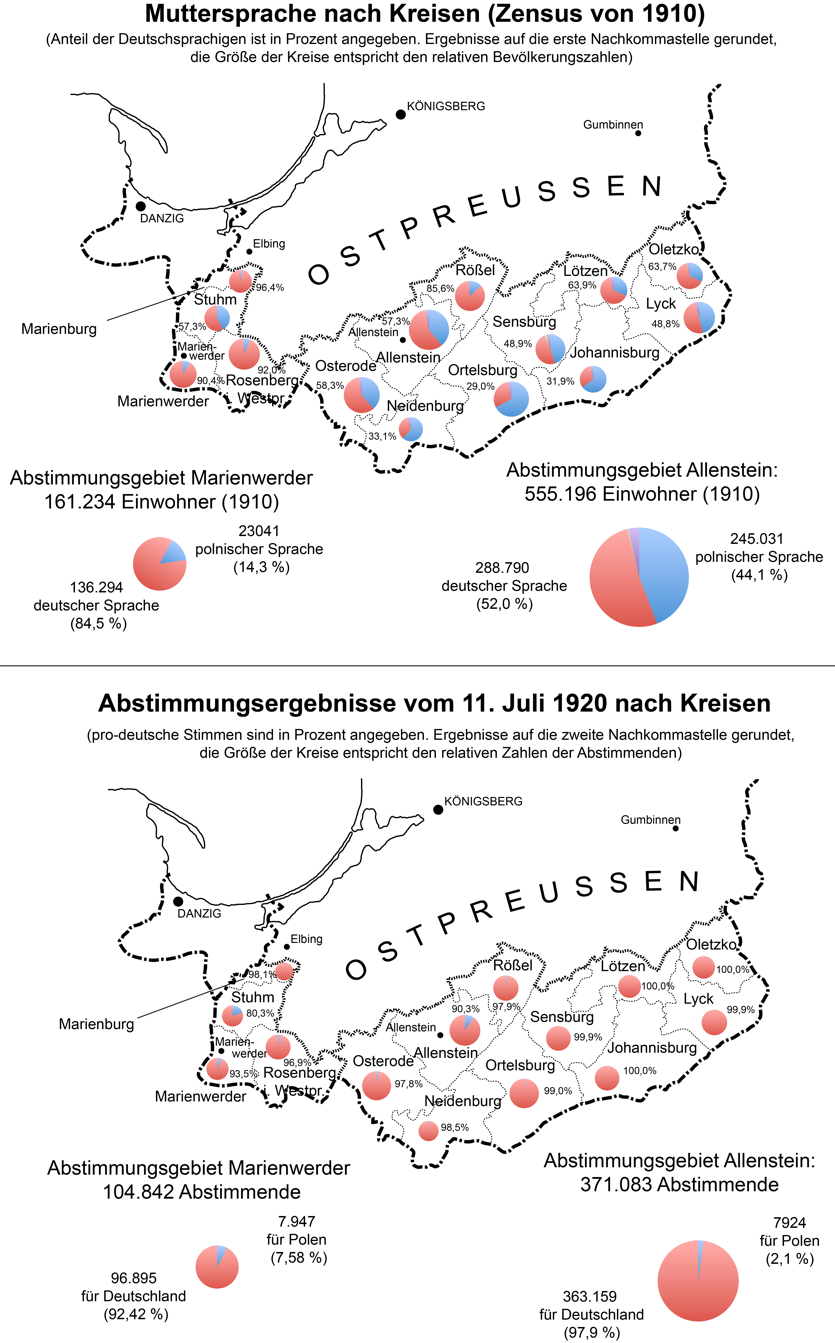
Muttersprache nach der statistischen Erhebung 1910 sowie die Ergebnisse der Volksabstimmungen im Abstimmungsgebiet Allenstein und im Abstimmungsgebiet Marienwerder vom 11. Juli 1920

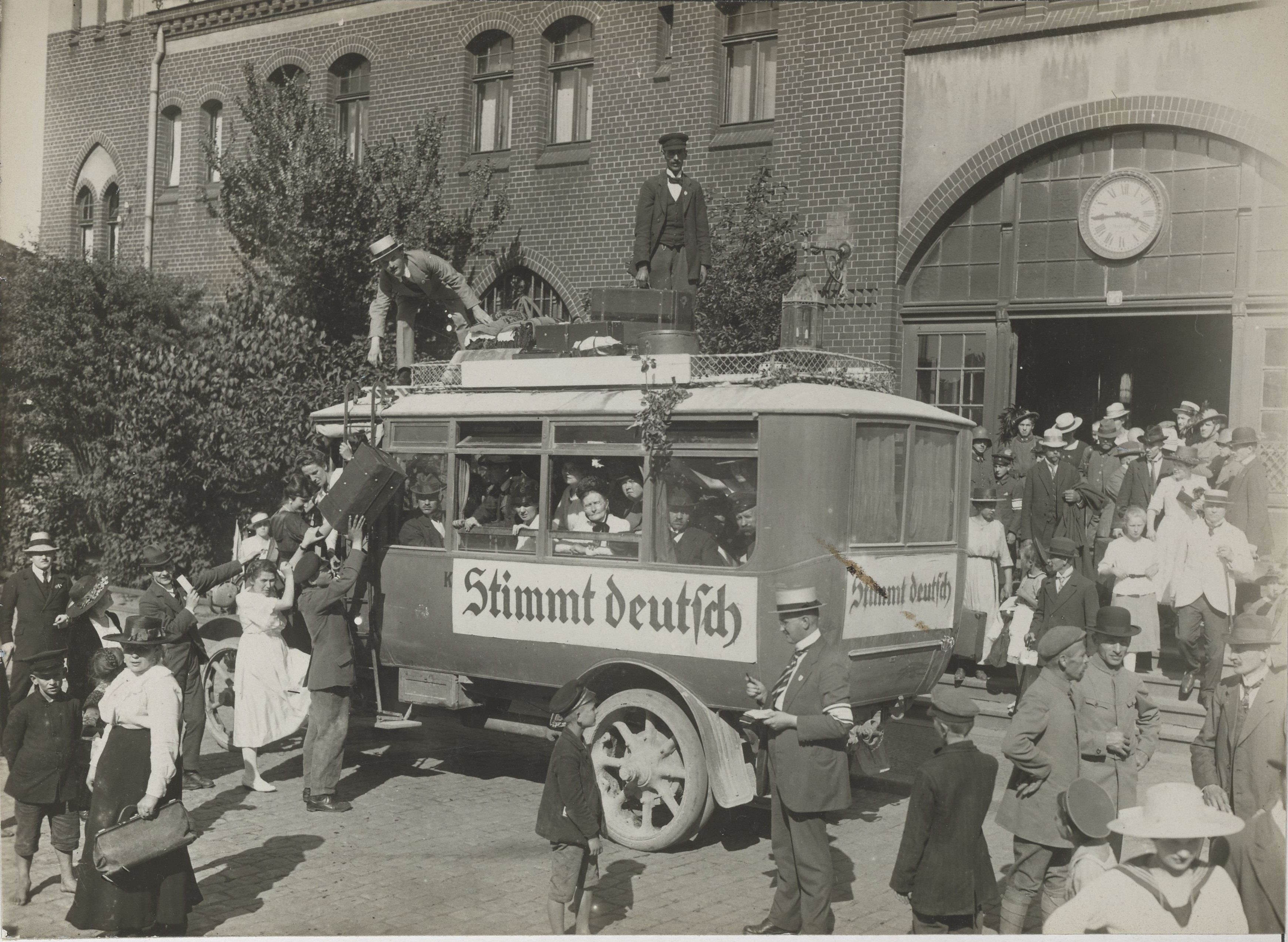
Ankunft von Wählern in Marienwerder

Die beiden Interalliierten Kommissionen arbeiteten die Regularien für die Durchführung der Plebiszite in enger Abstimmung miteinander aus und orientierten sich stark an dem für die Volksabstimmung in Schleswig gewählten Vorgehen. So erfolgten die Veröffentlichungen in beiden Gebieten bereits am 14. April 1920, obwohl der konkrete Abstimmungstermin zu diesem Zeitpunkt noch nicht festgelegt war. Die Interalliierten Kommissionen gingen davon aus, dass alle weiteren Vorbereitungen (Erstellung der Stimmlisten, Einberufung der Abstimmungsgremien, …) in einem Zeitraum von elf Wochen nach dem Beschluss der Regularien abgeschlossen werden konnten. Für die Besetzung aller Abstimmungsgremien war der 9. Mai 1920 als Stichtag angesetzt. Die Stimmlisten sollten bis zum 2. Juni zusammengestellt und dann bis 12. Juni öffentlich ausgelegt werden. Alle Einsprüche sollten schließlich bis zum 28. Juni 1920 abschließend beschieden sein. Im Anschluss würden alle Stimmberechtigten ein Stimmberechtigungszertifikat postalisch übersandt bekommen. Bereits am 26. Mai 1920 hatte die Pariser Botschafterkonferenz auf gemeinsamen Vorschlag der Interalliierten Kommissionen in Allenstein und Marienwerder den 11. Juli 1920 als Tag der Plebiszite festgelegt.

#### Stimmbezirke
Zur Durchführung der Abstimmungen wurden in beiden Abstimmungsgebieten für jeden Kreis zunächst sogenannte Kontrollkommissionen gebildet. Diese bestanden aus einem Vorsitzenden, fünf Mitgliedern und fünf Stellvertretern. Die Mitglieder und Stellvertreter sollten sich insgesamt hälftig aus von der deutschen und der polnischen Seite vorgeschlagenen stimmberechtigten Bewohnern des jeweiligen Kreises zusammensetzen. In Allenstein übte der alliierte Kreiskontrolleur den Vorsitz aus. In Marienwerder übernahm der oberste Richter eines Kreises diese Aufgabe, was nach den zuvor erfolgten Richterbenennungen der Interalliierten Kommission zwei Deutsche und zwei Polen waren. Die Kontrollkommissionen in jedem Kreis waren für die Anfertigung der Stimmlisten in ihrem Kreis, für die Einteilung der Stimmbezirke sowie für alle weiteren Aufgaben bei der praktischen Organisation der Abstimmung zuständig. Die Vorsitzenden hatten auf die Einhaltung der Abstimmungsregularien zu achten. Die Kontrollkommissionen entschieden per einfacher Mehrheit, bei Stimmengleichheit traf die Interalliierte Kommission die Letztentscheidung.
Aus den Gemeinden jedes Kreises wurden Stimmbezirke gebildet. Gemeinden mit weniger als 101 Einwohnern wurden dem Stimmbezirk einer umliegenden Gemeinde zugeschlagen. Umfasste ein Stimmbezirk in Marienwerder mehr als 500 Stimmberechtigte beziehungsweise in Allenstein mehr als 600 Stimmberechtigte, wurde er in Stimmabschnitte aufgegliedert. Für jeden Stimmbezirk und jeden Stimmabschnitt wurde ein Abstimmungskomitee gebildet. Dieses bestand aus vier dort stimmberechtigten Personen; dafür schlugen die deutsche und die polnische Seite geeignete Personen vor und je zwei wurden von der übergeordneten Kontrollkommission ausgesucht. Alle in diese Gremien berufenen Stimmberechtigten enthielten eine Aufwandsentschädigung von 20 Mark pro Tag.
In der Praxis war die polnische Seite vielfach gar nicht in der Lage, ausreichend Personen zur Besetzung aller Gremien zu finden. Um die Sitze in den Kontrollkommissionen auf Kreisebene und in den Abstimmungskomitees in den Stimmbezirken einzunehmen, hatten beide Seiten je 614 (Marienwerder) beziehungsweise 6856 (Allenstein) vor Ort stimmberechtigte Personen zu benennen. So konnte beispielsweise die polnische Seite in Marienwerder für 148 von 299 Stimmbezirken keine einzige Person vorschlagen, in vielen anderen nur eine. Wo es nicht ausreichend polnische Kandidaten gab, wurden Gremien in beiden Abstimmungsgebieten mit Vorschlägen von den deutschen Listen aufgefüllt. Andere von der polnischen Seite benannte Mitglieder traten hernach ausdrücklich als deutsche Sympathisanten auf, was sich ebenfalls nachteilig auf die polnische Plebiszitkampagne auswirkte. Zudem sahen sich nach der Veröffentlichung der Listen viele von der polnischen Seite nominierte Personen Repressionen und Bedrohungen ausgesetzt. Dies war der Anlass für einige der dann vorgenommenen Polizeireformen und erneute Forderungen der polnischen Seite nach Verschiebung der Abstimmung. In Allenstein traten die polnischen Gremienmitglieder zeitweise sogar in einen Streik, in Marienwerder beschränkte sich die polnische Seite auf formalen Protest. Letztlich blieb dies alles jedoch von den Interalliierten Kommissionen ungehört und der Streik in Allenstein wurde Ende Mai 1920 aufgegeben.

#### Stimmberechtigung
Stimmberechtigt waren alle Personen, die am 10. Januar 1920 das 20. Lebensjahr vollendet hatten und entweder in den Abstimmungsgebieten geboren waren oder dort ihren Wohnsitz hatten. Zu den wenigen Abweichungen zwischen den Abstimmungsgebieten Allenstein und Marienwerder gehörte der Stichtag für das Stimmrecht nach Wohnsitz: In Allenstein wurde dieser auf den 1. Januar 1905 gesetzt (der Tag, an dem der Regierungsbezirk Allenstein geschaffen worden war), während er in Marienwerder auf Bitten der pro-polnischen Kräfte auf den 1. Januar 1914 gelegt wurde.
Dementsprechend waren auch zahlreiche Personen stimmberechtigt, die bereits länger nicht mehr in den Stimmgebieten lebten. In dem Abstimmungsgebiet Geborene, die dort schon vor den jeweiligen Stichtagen nicht mehr gelebt hatten, mussten bis zum 22. Mai 1920 beim Abstimmungskomitee ihres Geburtsortes einen entsprechenden Antrag auf Erteilung der Stimmberechtigung stellen. Vielfach handelte es sich hierbei um Personen, die im Rahmen der Industrialisierung insbesondere in das Ruhrgebiet abgewandert waren. Die polnische Seite befand sich hier klar im Nachteil, da sich die polnischsprachige Diaspora naturgemäß nicht nur auf das Deutsche Reich, sondern auch in die Amerikas und andere weit entfernte Orte erstreckte. Angesichts des letztlich doch knappen Zeitplans war eine Mobilisierung dieser Stimmberechtigten nahezu unmöglich.
Die Kommission in Allenstein regelte die Frage der auswärtigen Stimmberechtigten (sogenannte „outvoter“) eher nachlässig und überließ den deutschen und polnischen Organisationen weitgehende Kompetenzen sowohl bei der Einreichung der Stimmrechtsanträge als auch bei der Rückübermittlung der Stimmrechtsbescheinigungen. Letztlich konnte so nicht ausgeschlossen werden, dass beispielsweise Unberechtigte im Namen von auswärts Verstorbenen abstimmten oder verheiratete Frauen über ihren Mädchennamen doppelt teilnahmen. Die Kommission in Marienwerder ging etwas strenger vor und forderte bei der Beantragung des Stimmrechts zumindest auch ein Lichtbild an. Bei einer Stichprobenprüfung von auswärtigen Stimmberechtigten aus dem Kreis Preußisch Eylau stellten sich 130 von 1900 als unzulässig heraus. Eine systematische Überprüfung aller Stimmberechtigungen wurde seinerzeit jedoch nicht durchgeführt, sodass es im Rückblick unmöglich ist, das Ausmaß der – zweifelsohne betriebenen – Stimmrechtsfälschung abzuschätzen. Unstrittig ist jedoch auch, dass diese für das Endergebnis nicht ausschlaggebend war.
Die Stimmlisten wurden am 2. Juni 1920 veröffentlicht, bis zum 12. Juni 1920 konnten Einsprüche vorgebracht werden; in Marienwerder geschah dies in 11.664 Fällen, was zu einer unbekannten Zahl von Streichungen von Personen führte. Die örtlichen Abstimmungskomitees hatten die endgültigen Stimmlisten zum 28. Juni 1920 vorzulegen. Im Anschluss wurde allen Stimmberechtigten ein persönlicher Stimmrechtsnachweis postalisch übersandt, der zusammen mit dem Reisepass auch als Ausweisdokument für die Einreise ins Stimmgebiet diente. Im Abstimmungsgebiet Marienwerder berechtigte der Nachweis zudem zu einem Preisnachlass von 75 % auf Bahnfahrscheine innerhalb des Stimmgebiets.
Ab dem 3. Juli 1920 trafen die ersten auswärtigen Stimmberechtigten in den Abstimmungsgebieten ein. Beide Seiten warfen sich gegenseitig vor, die eigenen Stimmberechtigten systematisch an der Einreise gehindert zu haben. Neben dem tatsächlichen Willen, die andere Seite zu schädigen, mag auch ein gewisser Bürokratismus im Umgang mit den von den Interalliierten Kommissionen ausgestellten Papieren eine Rolle gespielt haben. Auf deutscher Seite wird von etwa 25.000 Stimmwilligen gesprochen, denen von den polnischen Behörden die Durchreise durch den Polnischen Korridor verweigert wurde. Über den Seedienst Ostpreußen wurde kurzfristig die Anreise per Schiff von Stettin nach Pillau und von dort per Zug ermöglicht. Vom Flughafen Stolp aus wurde der Lufttransport organisiert. Zugleich monierte die polnische Seite, dass ihren im Deutschen Reich lebenden Stimmberechtigten die Stimmberechtigungsscheine durch die deutschen Behörden nicht ausgehändigt wurden.

#### Stimmabgabe
Die Abstimmungsalternative lautete Polen – Polska und Ostpreußen – Wschodnie Prusy, nicht Polen – Deutschland. Diese Festsetzung ging auf eine Forderung der polnischen Delegation in Versailles unter der Leitung von Roman Dmowski zurück, die davon ausging, dass eine Aussicht Ostpreußen weniger attraktiv für den nicht-deutsch-sprachigen Bevölkerungsteil sei. Die Stimmabgabe erfolgte, indem der bevorzugte Stimmzettel (Polen oder Ostpreußen) in einen Abstimmungsumschlag gesteckt und verschlossen in die Urne geworfen wurde.
In Marienwerder erhielten die Abstimmenden die Stimmzettel und Umschläge im Stimmlokal vom Abstimmungskomitee. In Allenstein scheinen Vertreter der jeweiligen Seite diese vor dem Stimmlokal ausgeteilt zu haben. Die Stimmkabinen hatten überall den Vorgaben des deutschen Reichswahlgesetzes vom 30. November 1918 zu entsprechen.
Gefängnisinsassen und am Stimmtag diensthabende Angehörige der Polizeien konnten sich in einer Vorausabstimmung zwei Tage früher beteiligen. Ihre Stimmzettel wurden vom örtlichen Stimmkomitee direkt im Gefängnis oder der Dienststelle eingesammelt.

### Der Tag der Abstimmungen
Am Abstimmungstag, Sonntag, den 11. Juli 1920, herrschte eine angespannte Atmosphäre, die alliierte Truppen und Polizei waren auf den Straßen präsent. Auf beiden Seiten gab es die Angst, die andere Seite könnte die Abstimmung mit Gewalt an sich zu reißen versuchen. Die Sorge stellte sich als unbegründet heraus, die Abstimmungen verliefen frei von Zwischenfällen. Die Stimmlokale waren von 8 bis 20 Uhr geöffnet. Die Kreiskontrolleure inspizierten im Tagesverlauf so viele wie möglich. Bis Mitternacht waren alle Stimmen ausgezählt, die Ergebnisse gingen nach und nach bei den Interalliierten Kommissionen in Allenstein und Marienwerder ein und wurden fortlaufend bekannt gegeben.

#### Ergebnisse im Abstimmungsgebiet Allenstein
Von den 422.067 Stimmberechtigten beteiligten sich knapp 88 %, bei einer sehr geringen Zahl von schätzungsweise 500–550 ungültigen Stimmen (etwa 0,001 %). Es wurden 363.159 Stimmen (etwa 97,9 % der abgegebenen gültigen Stimmen) für einen Verbleib bei Ostpreußen gezählt und 7924 Stimmen (etwa 2,1 % der abgegebenen gültigen Stimmen) für einen Anschluss an Polen. Von den 1704 Stimmbezirken sprachen sich 1694 für Ostpreußen aus, 9 für Polen und in einem Stimmbezirk kam es zu einem Stimmengleichstand. Sechs der Gemeinden mit einer Mehrheit für Polen lagen fernab der Grenze, drei weitere Gemeinden jedoch im Kreis Osterode unmittelbar an der Grenze.
| Gebiet                              | Stimmberechtigte (a) | gültige Stimmen (b) | gültige Stimmen (b) | für Polen | für Polen     | für Polen     | für Ostpreußen | für Ostpreußen | für Ostpreußen |
| Gebiet                              | Anzahl               | Anzahl              | Anteil (an a)       | Anzahl    | Anteil (an a) | Anteil (an b) | Anzahl         | Anteil (an a)  | Anteil (an b)  |
| ----------------------------------- | -------------------- | ------------------- | ------------------- | --------- | ------------- | ------------- | -------------- | -------------- | -------------- |
| Allenstein (Stadt) Olsztyn (miasto) | 20.160               | 17.084              | 84,74 %             | 0.342     | 01,70 %       | 02,00 %       | 16.742         | 83,05 %        | 98,00 %        |
| Allenstein (Kreis) Olsztyn          | 41.586               | 36.578              | 87,96 %             | 4.871     | 11,71 %       | 13,32 %       | 31.707         | 76,24 %        | 86,68 %        |
| Johannisburg Jańsbork               | 38.964               | 33.831              | 86,83 %             | 0.014     | 00,04 %       | 00,04 %       | 33.817         | 86,79 %        | 99,96 %        |
| Lötzen Lec                          | 33.339               | 29.359              | 88,06 %             | 0.010     | 00,03 %       | 00,03 %       | 29.349         | 88,03 %        | 99,97 %        |
| Lyck Elk                            | 40.440               | 36.573              | 90,44 %             | 0.044     | 00,11 %       | 00,12 %       | 36.529         | 90,33 %        | 99,88 %        |
| Neidenburg Nibork                   | 26.449               | 22.565              | 85,32 %             | 0.330     | 01,25 %       | 01,46 %       | 22.235         | 84,07 %        | 98,54 %        |
| Oletzko Olecko                      | 32.010               | 28.627              | 89,43 %             | 0.002     | 00,01 %       | 00,01 %       | 28.625         | 89,43 %        | 99,99 %        |
| Ortelsburg Szczytno                 | 56.389               | 48.704              | 86,37 %             | 0.497     | 00,88 %       | 01,02 %       | 48.207         | 85,49 %        | 98,98 %        |
| Osterode Ostróda                    | 54.256               | 47.399              | 87,36 %             | 1.031     | 01,90 %       | 02,18 %       | 46.368         | 85,46 %        | 97,82 %        |
| Rößel Reszel                        | 39.738               | 36.006              | 90,61 %             | 0.758     | 01,91 %       | 02,11 %       | 35.248         | 88,70 %        | 97,89 %        |
| Sensburg Żądzbork                   | 38.736               | 34.357              | 88,70 %             | 0.025     | 00,06 %       | 00,07 %       | 34.332         | 88,63 %        | 99,93 %        |
| Abstimmungsgebiet Allenstein        | 422.0670             | 371.0830            | 87,92 %             | 7.924     | 01,88 %       | 02,14 %       | 363.1590       | 86,04 %        | 97,86 %        |

#### Ergebnisse im Abstimmungsgebiet Marienwerder
Von den 121.176 Stimmberechtigten beteiligten sich knapp 87 %, bei einer sehr geringen Zahl von schätzungsweise 162 ungültigen Stimmen (etwa 0,001 %). Es wurden 96.895 Stimmen (etwa 92,4 % der abgegebenen gültigen Stimmen) für eine Angliederung an Ostpreußen gezählt und 7.947 Stimmen (etwa 7,6 % der abgegebenen gültigen Stimmen) für einen Anschluss an Polen. Nach Paul Hoffmann waren 23.718 Abstimmende im Abstimmungsgebiet Marienwerder gebürtig, jedoch nicht mehr ansässig. Von 396 Stimmbezirken ergab sich nur in 28 eine Mehrheit für Polen. Von diesen lagen 23 Gemeinden im Kreis Stuhm und 5 Gemeinden im Kreis Marienwerder, 2 direkt am Ufer der Weichsel. In den Kreisen Marienburg und Rosenberg stimmten alle Gemeinden für Ostpreußen.
| Gebiet                       | Stimmberechtigte (a) | gültige Stimmen (b) | gültige Stimmen (b) | für Polen | für Polen     | für Polen     | für Ostpreußen | für Ostpreußen | für Ostpreußen |
| Gebiet                       | Anzahl               | Anzahl              | Anteil (an a)       | Anzahl    | Anteil (an a) | Anteil (an b) | Anzahl         | Anteil (an a)  | Anteil (an b)  |
| ---------------------------- | -------------------- | ------------------- | ------------------- | --------- | ------------- | ------------- | -------------- | -------------- | -------------- |
| Marienburg Malborg           | 20.342               | 17.996              | 88,47 %             | 0.191     | 00,94 %       | 01,06 %       | 17.805         | 87,53 %        | 98,94 %        |
| Marienwerder Kwidzyń         | 31.913               | 27.387              | 85,82 %             | 1.779     | 05,57 %       | 06,50 %       | 25.608         | 80,24 %        | 93,50 %        |
| Rosenberg Susz               | 39.630               | 34.571              | 87,23 %             | 1.073     | 02,71 %       | 03,10 %       | 33.498         | 84,53 %        | 96,90 %        |
| Stuhm Sztum                  | 29.291               | 24.888              | 84,97 %             | 4.904     | 16,74 %       | 19,70 %       | 19.984         | 68,23 %        | 80,30 %        |
| Abstimmungsgebiet Marienburg | 121.1760             | 104.8420            | 86,52 %             | 7.947     | 06,56 %       | 07,58 %       | 96.895         | 79,96 %        | 92,42 %        |

### Veröffentlichung der Ergebnisse
Am Morgen des 12. Juli 1920 wurden in beiden Abstimmungsgebieten jeweils die Kontrollkommissionen versammelt und die Ergebnisse sowie Ereignisse des Stimmtages noch einmal gesammelt zusammengetragen und anschließend offiziell bekannt gegeben. In Allenstein wurden am 13. Juli 1920 noch letzte Unklarheiten zu einzelnen Ergebnissen ausgeräumt.
Die deutsche Seite war naturgemäß mit den Ergebnissen sehr zufrieden, die vorsichtig optimistischen Erwartungen der Wochen vor der Abstimmung waren noch übertroffen worden. Ganz anders sah es für die polnische Seite aus. Generalkonsul Korybut-Woroniecki überreichte der Interalliierten Kommission am 15. Juli 1920 im Namen der polnischen Regierung eine umfangreiche Beschwerdeschrift, die in acht Punkten aufführte, weshalb die Abstimmung in Allenstein die Prinzipien einer freien und fairen Abstimmung verletzt habe. So habe es Unregelmäßigkeiten bei der Registrierung von Abstimmungsberechtigten gegeben, Fälle von Abstimmungsbetrug, polnischen Abstimmenden sei die Einreise verweigert worden und polnische Aktivisten seien bedroht worden. Das polnische Plebiszitkomitee in Allenstein reichte eine ähnlich lautende formelle Beschwerde ein. Die Interalliierte Kommission prüfte die Vorwürfe und ließ im Nachhinein tatsächlich eine geringe Zahl von Stimmen aufgrund Betrugsverdachts annullieren. Die grundsätzliche Rechtmäßigkeit der Abstimmung sah sie hingegen nicht in Zweifel gezogen und verwarf die Einsprüche weitgehend. Ebenso verhielt es sich mit den Einsprüchen des polnischen Plebiszitkomitees in Marienwerder.
Die beiden Interalliierten Kommissionen berichteten gemeinsam an die Pariser Botschafterkonferenz, dass die Plebiszite aus ihrer Sicht ordnungsgemäß und erfolgreich durchgeführt worden waren. Den außerordentlich niedrigen polnischen Stimmenanteil erklärten sie mit dem Stimmverhalten der Masuren, die entgegen den ursprünglichen Erwartungen mit ganz großer Mehrheit für Ostpreußen gestimmt hatten. Die polnischen Plebszitkampagnen seien in beiden Gebieten schlecht organisiert gewesen und hätten daher kaum Unterstützung erzeugt. Zuletzt sei der Verlauf des polnisch-sowjetischen Kriegs unvorteilhaft für Polen gewesen, da viele junge Männer eine Einziehung zur polnischen Armee befürchtet hätten.
Beide Kommissionen übermittelten zudem Vorschläge zur künftigen territorialen Aufteilung des jeweiligen Stimmgebiets. Die Interalliierte Kommission in Allenstein schlug vor, die drei grenznahen Dörfer im Kreis Osterode, die für Polen gestimmt hatten, abzutreten. Alle weiteren Stimmbezirke mit großen polnischen Stimmenanteilen sollten jedoch zur Vermeidung der Bildung von Exklaven bei Ostpreußen verbleiben.
Auch in Marienwerder war der Großteil der Stimmbezirke mit polnischer Mehrheit weit von der Grenze entfernt und verstreut, sodass die Kommission ihre Zuordnung zu Ostpreußen empfahl. Anders sah es für eine Gruppe von fünf nah nebeneinander liegenden Dörfern am Ostufer der Weichsel aus: Zwei hatten sich für Polen ausgesprochen, zwei für Ostpreußen und in einem Dorf hatte es eine Stimmengleichheit gegeben. Um diesen zusammenhängenden, direkt an der Grenze liegenden Raum nicht zu zerreißen und weil sich in allen fünf Dörfern zusammen eine Mehrheit für Polen ergeben hatte, empfahl die Kommission die Übertragung an Polen. Weiterhin empfahl die Kommission in Marienwerder, dass zwischen Deutschland und Polen ein Abkommen geschlossen werden solle, welches Schutzrechte für die polnische Minderheit festschreibe, und dass sowohl für das Weichseldelta als auch für verschiedene Bahnstrecken durch den Polnischen Korridor eine internationale Verwaltung eingerichtet würde.

## Nach den Volksabstimmungen

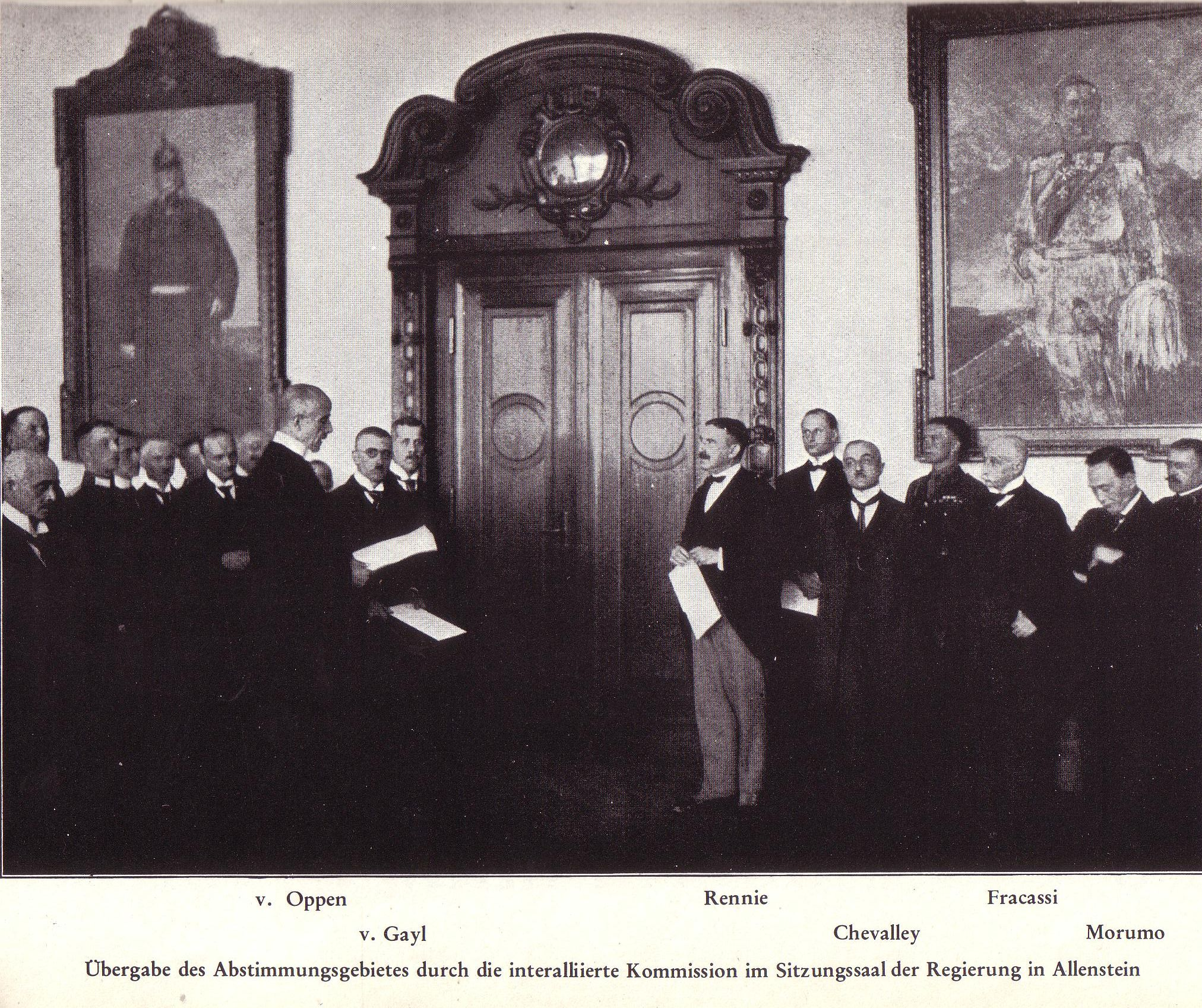
Feierliche Rückübertragung der Regierungsgewalt im Abstimmungsgebiet Allenstein von der Interalliierten Kommission an die preußischen Behörden

Die Verwaltungsgliederung Ostpreußens ab 1923

### Entscheidung der Pariser Botschafterkonferenz
Die Pariser Botschafterkonferenz legte bereits einen Monat nach den beiden Volksabstimmungen, am 12. August 1920, die künftige Grenze zwischen Ostpreußen und Polen fest. Sie folgte den Empfehlungen der beiden Interalliierten Kommissionen in vielen Punkten.
So wurden im Abstimmungsgebiet Allenstein wie vorgeschlagen die drei unmittelbar an der Grenze liegenden Gemeinden Klein Lobenstein, Klein Nappern und Groschken im Kreis Osterode, die sich mehrheitlich für einen Anschluss an Polen ausgesprochen hatten, mit einer Gesamtfläche von 6,92 km² und zusammen 4786 Einwohnern an Polen abgetreten. Die weiteren Gemeinden, die mehrheitlich für Polen gestimmt hatten, verblieben bei Ostpreußen, da sie sonst Exklaven gebildet hätten. Auch in Bezug auf Marienwerder schloss sich die Botschafterkonferenz dem Vorschlag der Interalliierten Kommission an. Die direkt an der Weichsel gelegenen fünf Dörfer Kurzebrack, Johannisdorf, Außendeich, Neu-Liebenau und Kramersdorf wurden an Polen abgetreten. Den Forderungen nach internationalen Verwaltungen für das Weichseltal und die Eisenbahnen wurde jedoch nicht gefolgt.
Bereits im Februar 1920 und ohne Volksabstimmung war das zum Landkreis Neidenburg zählende Gebiet um Soldau an Polen abgetreten worden. Grund hierfür war die durch Soldau verlaufende, strategisch wichtige Bahnstrecke Danzig–Warschau. Die Regierungsgewalt über das Abstimmungsgebiet Allenstein wurde am 16. August 1920 durch die Interalliierte Kommission in Gegenwart des Reichskommissars für das Abstimmungsgebiet, Wilhelm Freiherr von Gayl, an den Regierungspräsidenten von Allenstein, Matthias von Oppen, zurückgegeben.

### Die Zeit nach den Volksabstimmungen
In der Zeit nach den beiden Volksabstimmungen kam es auf beiden Seiten der neuen Grenze in gewissem Maß zu Repressionen gegenüber tatsächlichen oder vermeintlichen Anhängern der anderen Nation. Bereits während der Abstimmungskampagnen war es lokal zu wechselseitigen Boykotten gekommen, bei denen beispielsweise pro-polnisch gesinnte Kunden nicht mehr bei deutschen Händlern kauften und andersherum. In den Tagen und Wochen nach den Abstimmungen wurden in Ostpreußen viele Betriebe und der Besitz polnischer Unterstützer demoliert, vereinzelt kam es auch zu Gewalttaten und förmlichen Enteignungen. Auf polnischer Seite wurden in den Monaten nach den Plebisziten deutschsprachige Mitarbeiter in Verwaltungen und öffentlichen Einrichtungen schrittweise aus ihren Ämtern entfernt. In den folgenden Monaten entschieden sich auf beiden Seiten der Grenze Menschen aufgrund handfester Repressionen, der Nähe zur eigenen Familie oder der Besserung der eigenen wirtschaftlichen Situation für einen Wohnortwechsel. In einigen Fällen tauschten pro-polnische und pro-deutsche Familien einvernehmlich ihre Höfe und Betriebe miteinander.

## Die Volksabstimmungen in der Erinnerungskultur
Bereits kurz nach den Plebisziten wurde zu diesen in den ehemaligen Abstimmungsgebieten eine Erinnerungskultur ins Leben gerufen. Neben alljährlichen Festen und Veranstaltungen wurden in zahlreichen Dörfern und Städten Gedenksteine und -tafeln errichtet. Üblicherweise waren darauf ein Ausruf wie „Wir bleiben deutsch“ oder „Dies Land bleibt deutsch“ und darunter die lokalen Abstimmungsergebnisse angegeben.
Im Jahr 1922 wurde an der Marienburg ein Abstimmungsdenkmal und im Jahr 1928 in Allenstein ein zentrales Abstimmungsdenkmal eingeweiht. Anlässlich der Jahrestage der Abstimmung wurden Sport- und Volksfeste organisiert, so etwa 1925 ein Staffellauf durch das Abstimmungsgebiet, der in Allenstein endete. Weiterhin wurde ein ganzes Netz aus Museen und Heimatstuben eingerichtet und bereits bestehende Heimatmuseen wurden um eine Dauerausstellung zu den Volksabstimmungen erweitert. Finanziert wurden all diese Maßnahmen unter anderem durch die vom Freistaat Preußen noch 1920 ins Leben gerufene und finanziell großzügig ausgestattete Stiftung Der Treudank.
Eine besondere Form des Gedenkens wählte die Gemeindevertretung von Marggrabowa, die 1928 die Umbenennung der Stadt in Treuburg beschloss. Hintergrund war, dass von den gut 3900 Einwohnern niemand für Polen gestimmt hatte, sich die Gemeinde also als ganz besonders treu erwiesen hatte. Nach der Machtübernahme der Nationalsozialisten im Jahr 1933 wurde auch der Kreis Oletzko diesem Beispiel folgend in Kreis Treuburg umbenannt.
Nach der Vertreibung der Deutschen aus Ostpreußen wurde 1945 das Allensteiner Denkmal, wie auch die meisten anderen Abstimmungsdenkmäler, durch die polnische Verwaltung zerstört. Die Erinnerung an die beiden Volksabstimmungen wurde von da an vor allem durch die Vertriebenenverbände wach gehalten. In der Nachkriegszeit gerieten die beiden Volksabstimmungen zu ihrem 40. Jahrestag beim Deutschlandtreffen der Ostpreußen im Jahr 1960 in Düsseldorf noch einmal stärker in den öffentlichen Fokus.
In Polen spielt die Erinnerung an die Plebiszite in Ost- und Westpreußen, in starkem Kontrast zum Gedenken an die Abstimmung in Oberschlesien, keine besondere Rolle. In Groszki (Groschken), einem der drei ostpreußischen Dörfer, die mit Mehrheit für Polen abgestimmt hatten und tatsächlich abgetreten wurden, ist heute ein Gedenkstein aufgestellt.

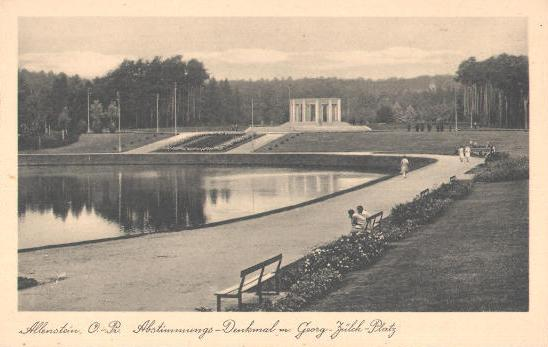
Postkarte des Abstimmungsdenkmals in Allenstein (1929)
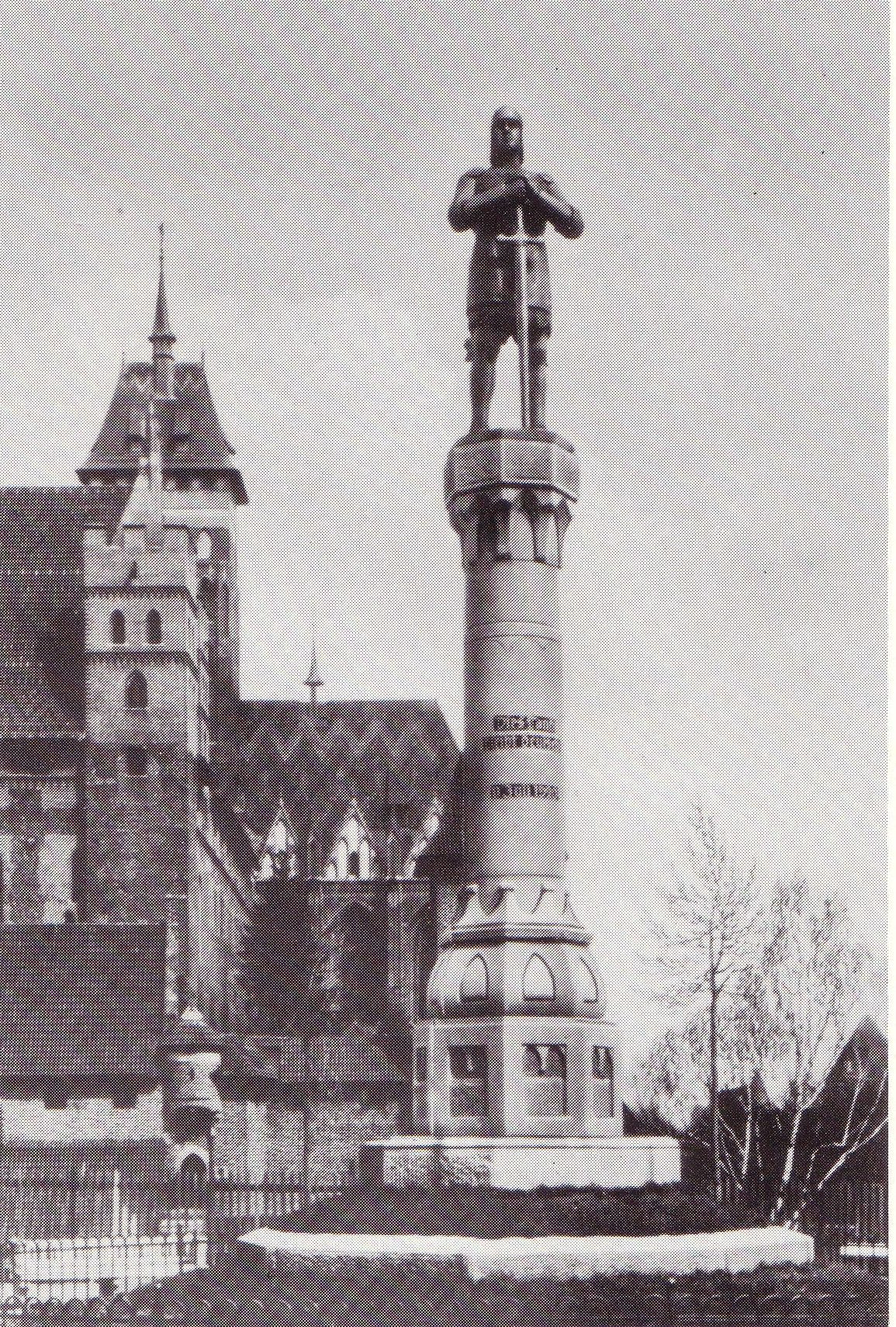
Das Abstimmungsdenkmal in Marienburg (vor 1930)
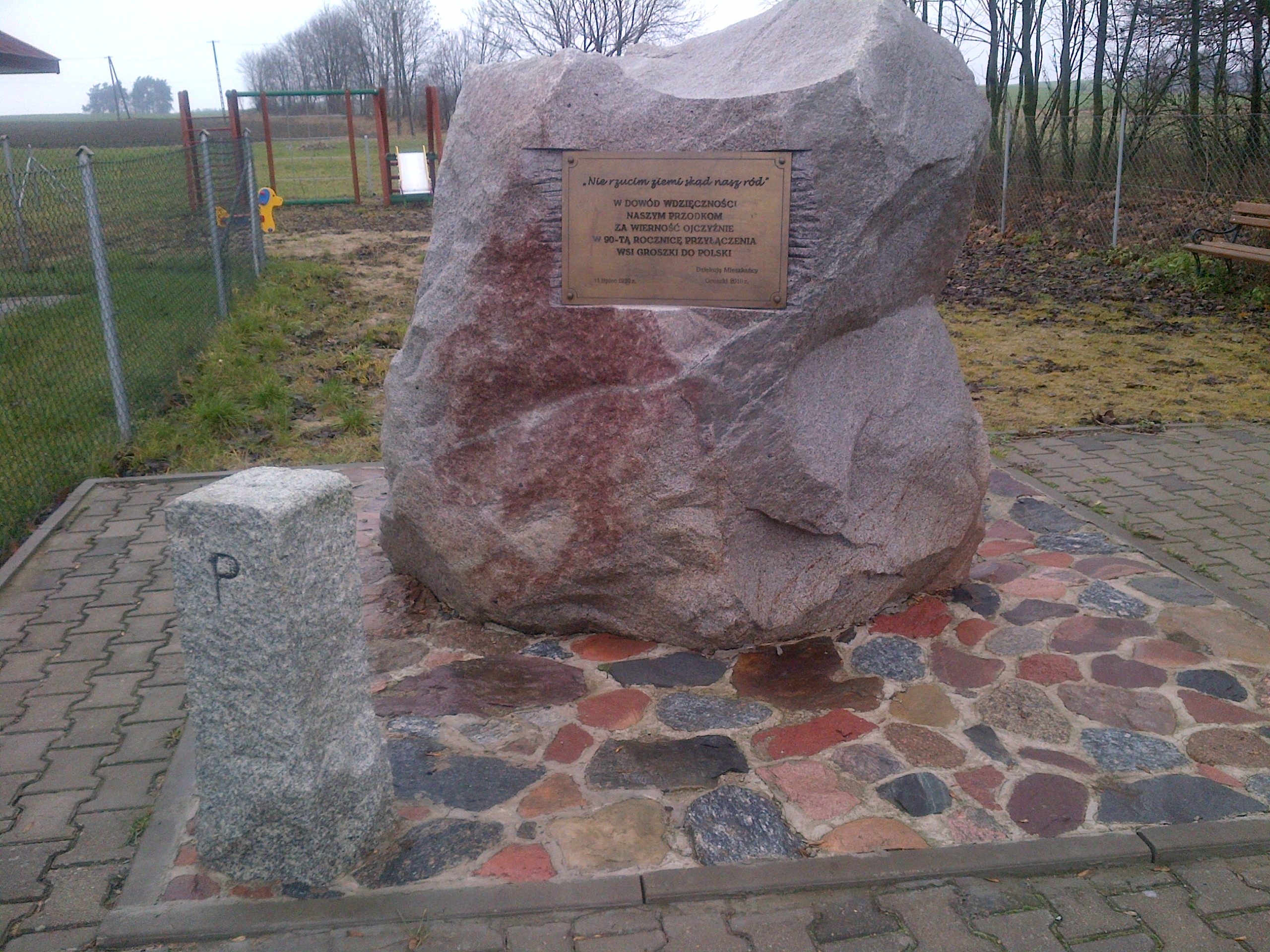
Gedenkstein in Groszki (Groschken) zum 90-jährigen Jubiläum
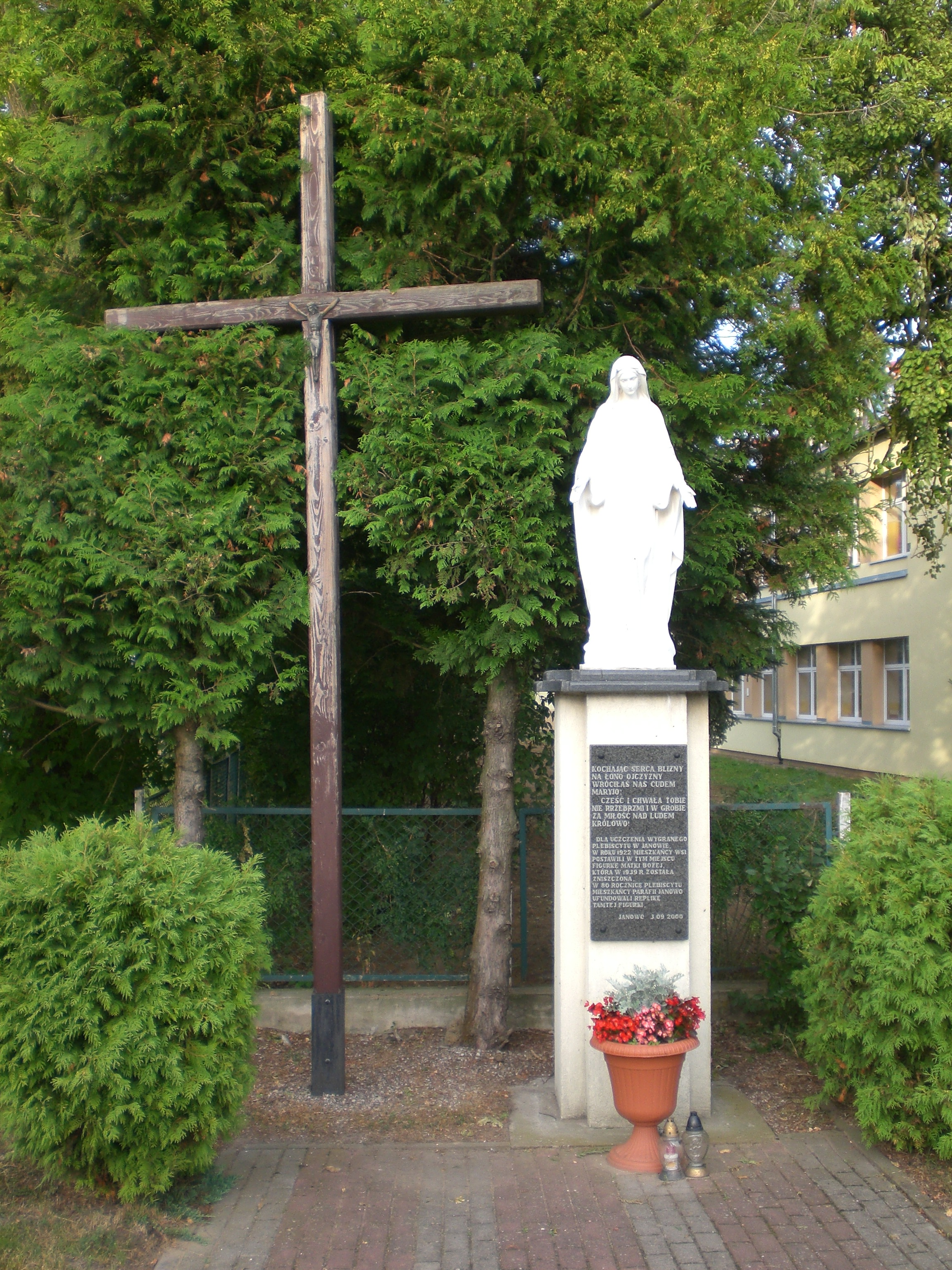
Zum 80-jährigen Jubiläum des Plebiszits in Janowo (Johannisdorf) bei Kwidzyn (Marienwerder) errichtete Marienfigur; das Original aus dem Jahr 1922 war 1939 zerstört worden (2014)